# Liste der Biografien/Wy
Liste der Biografien |
Portal Biografien |
Personensuche
# |
A |
B |
C |
D |
E |
F |
G |
H |
I |
J |
K |
L |
M |
N |
O |
P |
Q |
R |
S |
T |
U |
V |
W |
X |
Y |
Z |
?
 
Wa |
Wc |
Wd |
We |
Wh |
Wi |
Wj |
Wl |
Wn |
Wo |
Wr |
Ws |
Wt |
Wu |
Ww |
Wy |
Wz
Die Liste der Biografien führt alle Personen auf, die in der deutschsprachigen Wikipedia einen Artikel haben. Dieses ist eine Teilliste mit 621 Einträgen von Personen, deren Namen mit den Buchstaben „Wy“ beginnt.

## Wy

### Wya
- Wyandanch (1571–1659), Indianer, Sachem der Montaukett
- Wyands, Richard (1928–2019), US-amerikanischer Jazzpianist
- Wyant, Adam Martin (1869–1935), US-amerikanischer Politiker
- Wyant, Alexander Helwig (1836–1892), US-amerikanischer Landschaftsmaler
- Wyant, Dave, US-amerikanischer Schiedsrichter im American Football
- Wyard, Robert (1638–1714), französischer Benediktiner
- Wyart, Jean (1902–1992), französischer Mineraloge und Kristallograph
- Wyart, Sébastien (1839–1904), französischer Offizier, römisch-katholischer Geistlicher, Trappist, Abt und Generalabt der Trappisten
- Wyatt, Addie L. (1924–2012), US-amerikanische Gewerkschafterin, Frauenrechtlerin und Bürgerrechtlerin
- Wyatt, Andrew (* 1971), US-amerikanischer Musiker, Sänger, Songwriter und Musikproduzent
- Wyatt, Barbara (1930–2012), britische Eiskunstläuferin
- Wyatt, Benjamin Dean (1775–1852), englischer Architekt
- Wyatt, Bray (1987–2023), US-amerikanischer WrestlerBray Wyatt (1987–2023)

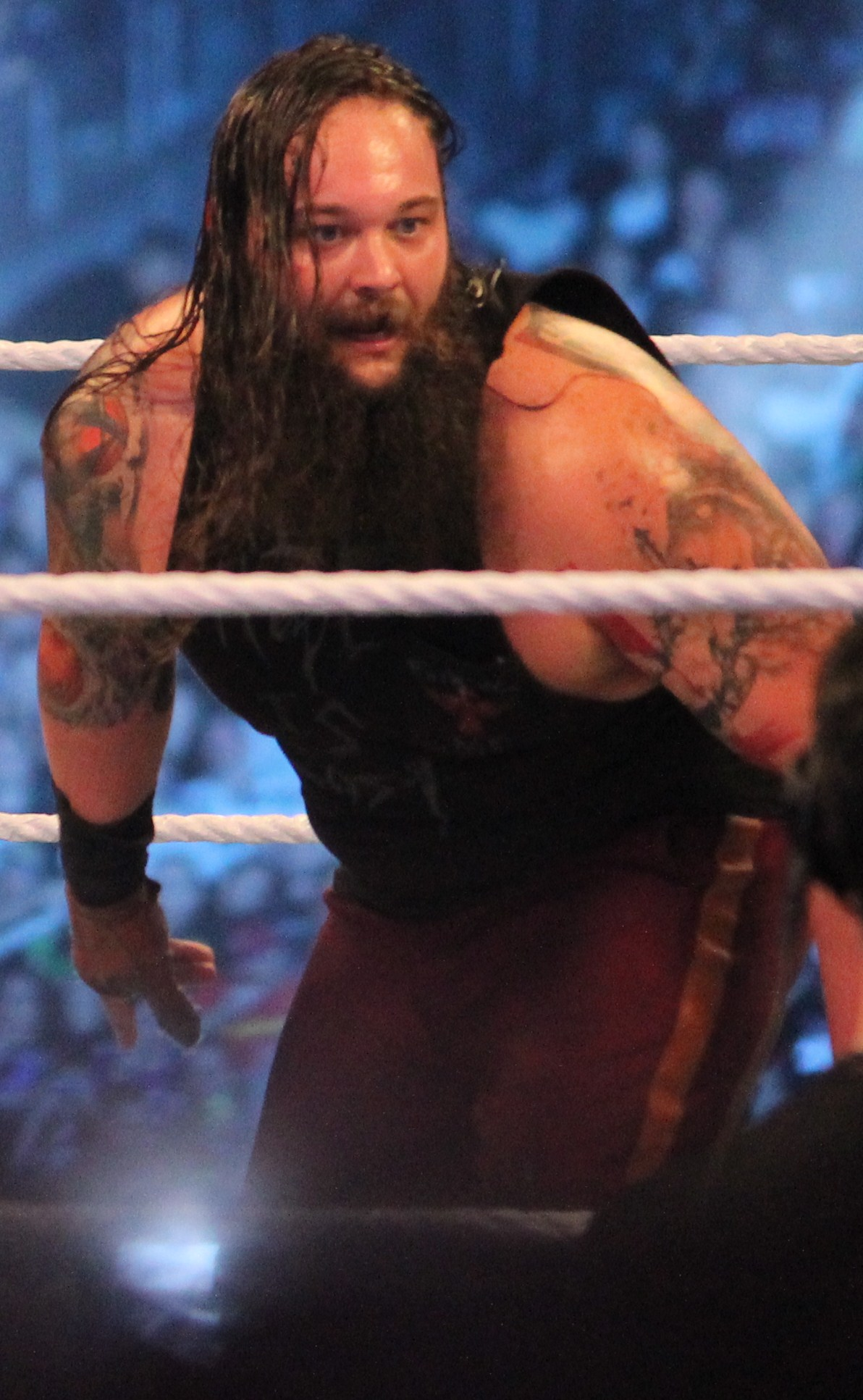
Bray Wyatt (1987–2023)

- Wyatt, Cynthia (* 1944), US-amerikanische Kugelstoßerin und Diskuswerferin
- Wyatt, David K. (1937–2006), US-amerikanischer Historiker und Thaiist
- Wyatt, Eric (* 1961), US-amerikanischer Jazzmusiker (Tenorsaxophon)
- Wyatt, Francis (1588–1644), britisch-amerikanischer Politiker
- Wyatt, Herman (* 1931), US-amerikanischer Hochspringer
- Wyatt, James (1746–1813), englischer Architekt
- Wyatt, James Lee III, US-amerikanischer Perkussionist und Musikpädagoge
- Wyatt, Jane (1910–2006), US-amerikanische Schauspielerin
- Wyatt, Jonathan (* 1972), neuseeländischer Marathon- und Bergläufer
- Wyatt, Joseph P. (1941–2022), US-amerikanischer Politiker
- Wyatt, Kimberly (* 1982), US-amerikanische Sängerin, Tänzerin und ChoreografinKimberly Wyatt (* 1982)

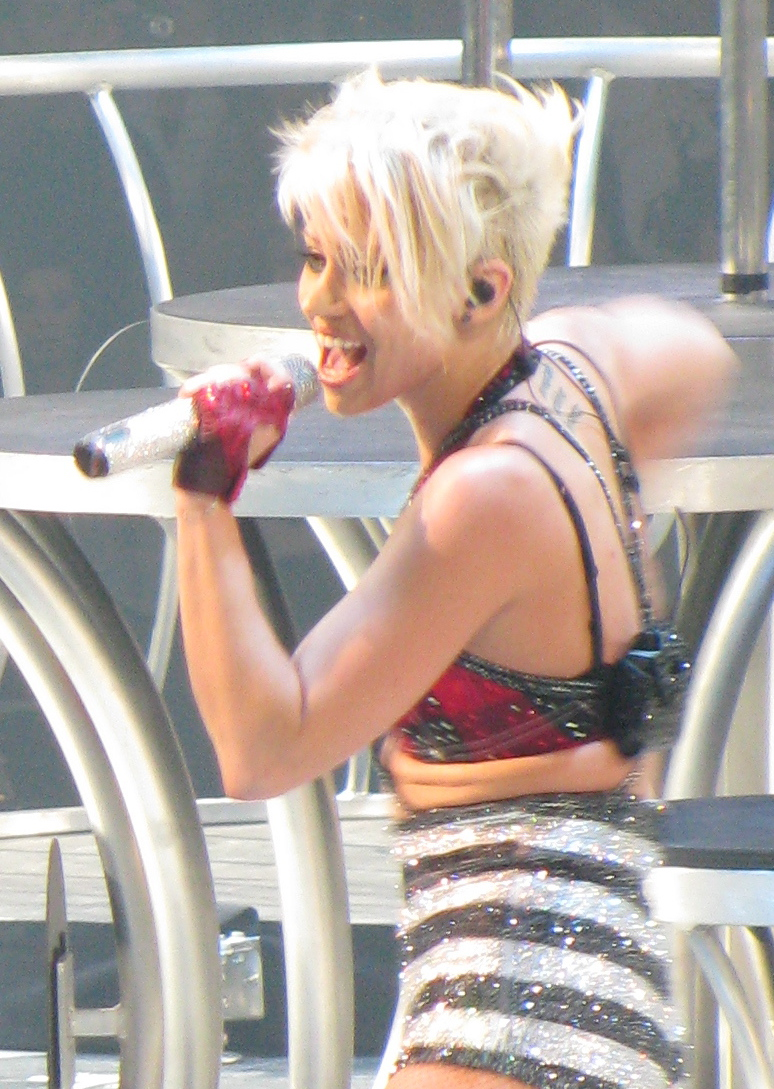
Kimberly Wyatt (* 1982)

- Wyatt, Marcus (* 1971), südafrikanischer Jazzmusiker
- Wyatt, Marcus (* 1991), britischer Skeletonfahrer
- Wyatt, Matthew Digby (1820–1877), britischer Architekt
- Wyatt, Mike (1955–2010), US-amerikanischer American-Football-Trainer
- Wyatt, Mike (* 1974), englischer Fußballspieler
- Wyatt, Paul (1907–1970), US-amerikanischer Schwimmer
- Wyatt, Robert (* 1945), englischer MusikerRobert Wyatt (* 1945)

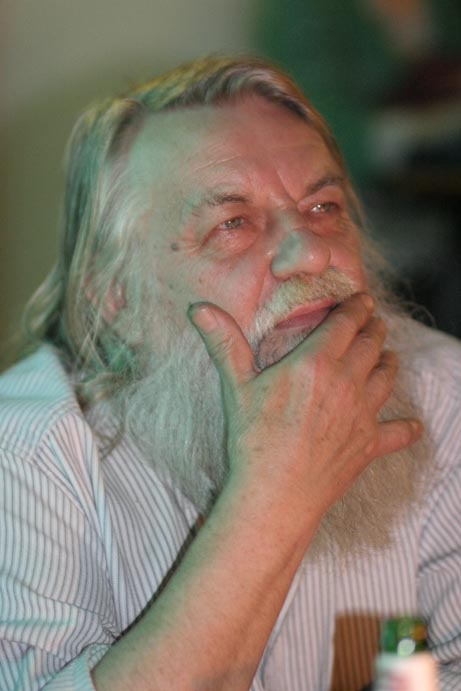
Robert Wyatt (* 1945)

- Wyatt, Ron (1933–1999), amerikanischer Krankenpfleger und Hobbyarchäologe
- Wyatt, Rupert (* 1972), britischer Drehbuchautor und Filmregisseur
- Wyatt, Samuel (1737–1807), englischer Architekt und Ingenieur
- Wyatt, Sharon (* 1953), US-amerikanische Schauspielerin
- Wyatt, Steve (* 1980), australischer Autorennfahrer
- Wyatt, Thomas (1503–1542), englischer Dichter und Diplomat
- Wyatt, Thomas (1521–1554), britischer Rebellenführer zur Zeit Maria I.
- Wyatt, Thomas Henry (1807–1880), britischer Architekt
- Wyatt, Wendell (1917–2009), US-amerikanischer Politiker
- Wyatt, William (1804–1886), britischer Chirurg, Grundbesitzer, Beamter und Protector of Aborigines
- Wyatt, Wilson W. (1905–1996), US-amerikanischer Politiker
- Wyatt, Woodrow, Baron Wyatt of Weeford (1918–1997), britischer Journalist und Politiker, Mitglied des House of Commons, Life Peer
- Wyatt-Hodge, Danni (* 1991), englische Cricketspielerin
- Wyatville, Jeffry (1766–1840), englischer Architekt und Gartengestalter

### Wyb
- Wybe, Adam († 1653), niederländischer Baumeister
- Wybenga, Tijn (* 1993), niederländischer Jazzmusiker (Piano, Komposition)
- Wybicki, Józef (1747–1822), polnischer Politiker und Schriftsteller
- Wyble, Jimmy (1922–2010), US-amerikanischer Jazzmusiker
- Wybo Alfaro, Luis (* 1942), mexikanischer Botschafter
- Wyboris, Peer (1937–2008), deutscher Jazzmusiker (Schlagzeug)
- Wyborny, Klaus (* 1945), deutscher Filmemacher, Filmproduzent, Filmregisseur, Schauspieler, Kameramann und DrehbuchautorKlaus Wyborny (* 1945)

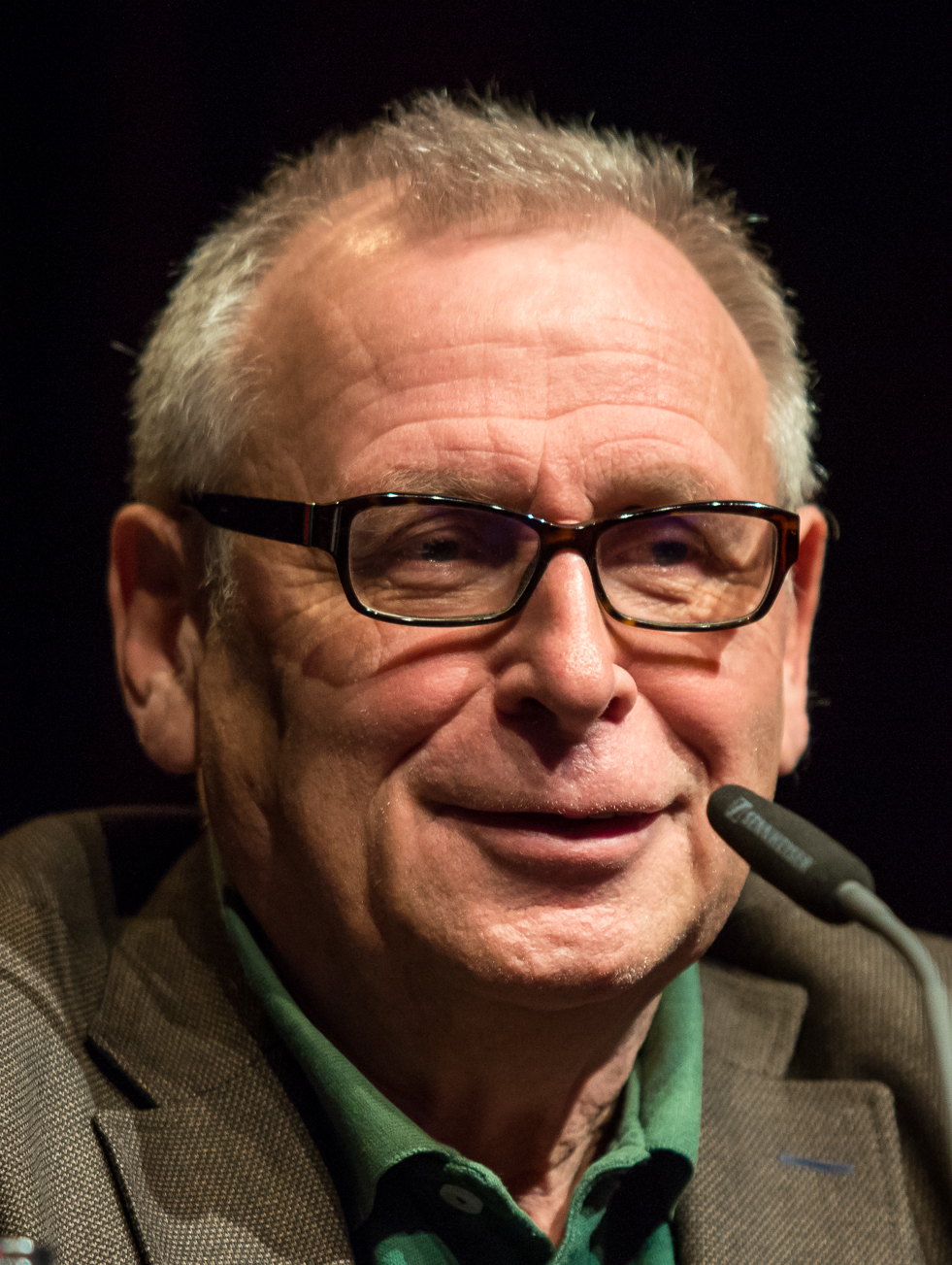
Klaus Wyborny (* 1945)

- Wybrands, Eva (* 1951), deutsche Politikerin (CDU), MdL
- Wybranietz, Caroline (* 1990), deutsche Schauspielerin

### Wyc
- Wycech, Czesław (1899–1977), polnischer Lehrer und Politiker
- Wycech, Stanisław (1902–2008), polnischer Veteran des Ersten Weltkriegs
- Wych, Jim (* 1955), kanadischer Snookerspieler
- Wyche, Cyril († 1756), britischer Diplomat und Politiker
- Wyche, Ira T. (1887–1981), US-amerikanischer Offizier, Generalmajor der US Army
- Wyche, Vanessa E., US-amerikanische Ingenieurin und Staatsbedienstete
- Wychera, Robert (1937–2022), österreichischer Jurist und Bankmanager
- Wycherley, Florence (1908–1969), irischer Politiker
- Wycherley, Richard Ernest (1909–1986), britischer Klassischer Archäologe
- Wycherley, William (1640–1716), englischer Dramatiker
- Wycherly, Margaret (1881–1956), britische Schauspielerin
- Wychgram, Jakob (1858–1927), deutscher Pädagoge und Landesschulrat
- Wychgram, Nicolaus (1860–1941), deutscher Landwirt und Tierzüchter
- Wychryst, Wiktor (* 1992), ukrainischer Amateurboxer im Superschwergewicht
- Wycichowska, Ewa (* 1949), polnische Balletttänzerin und Choreographin
- Wycik, Ekhart (* 1967), deutscher Dirigent
- Wycis, Henry T. (1911–1972), US-amerikanischer Neurochirurg
- Wycisk, Austin (* 1980), deutsch-kanadischer Eishockeyspieler
- Wycisk, Georg, deutscher Basketballspieler
- Wycisk, Heidemarie (* 1949), deutsche Leichtathletin
- Wycisk, Wacław (1912–1984), polnischer römisch-katholischer Geistlicher, Weihbischof in Opole
- Wycislo, Aloysius John (1908–2005), US-amerikanischer Geistlicher und Bischof von Green Bay (Wisconsin)
- Wyciszkiewicz-Zawadzka, Patrycja (* 1994), polnische Sprinterin
- Wyck, Johann van der († 1534), deutscher Jurist, Politiker und Diplomat
- Wyck, Thomas, niederländischer Maler
- Wyckmans, Albert (1897–1995), belgischer Radrennfahrer
- Wyckoff, Alvin (1877–1957), US-amerikanischer Kameramann
- Wyckoff, Ralph Walter Graystone (1897–1994), US-amerikanischer Kristallograph
- Wyclif, John († 1384), englischer Philosoph, Theologe und KirchenreformerJohn Wyclif († 1384)

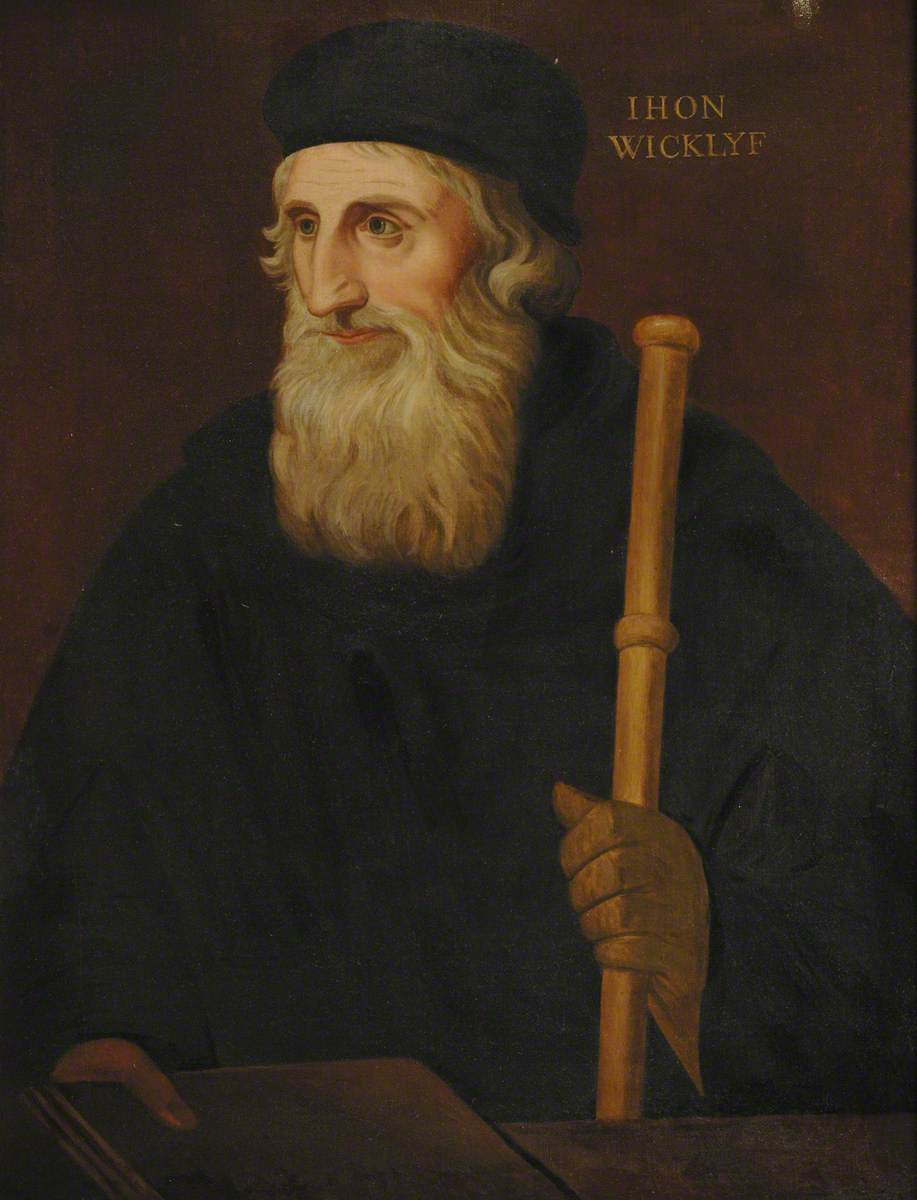
John Wyclif († 1384)

- Wyczółkowski, Leon (1852–1936), polnischer Maler, Grafiker und Illustrator

### Wyd
- Wyda, Emmy (1876–1942), deutsche Schauspielerin
- Wydaeghe, Martijn (* 1992), belgischer Rallye-Co-Pilot
- Wydeman, Lorenz († 1590), deutscher Hochschul- und Gymnasiallehrer
- Wyden, Peter (1923–1998), US-amerikanischer Journalist und Autor
- Wyden, Ron (* 1949), US-amerikanischer Politiker
- Wydenbein, Hans, Tübinger Münzmeister
- Wydenbruck, Nora (1894–1959), österreichische Übersetzerin, Schriftstellerin und Malerin
- Wydenbrugk, Oskar von (1815–1876), deutscher liberaler Politiker und Publizist
- Wyder, Daniel (* 1962), Schweizer Radrennfahrer
- Wyder, Judith (* 1988), Schweizer OrientierungsläuferinJudith Wyder (* 1988)

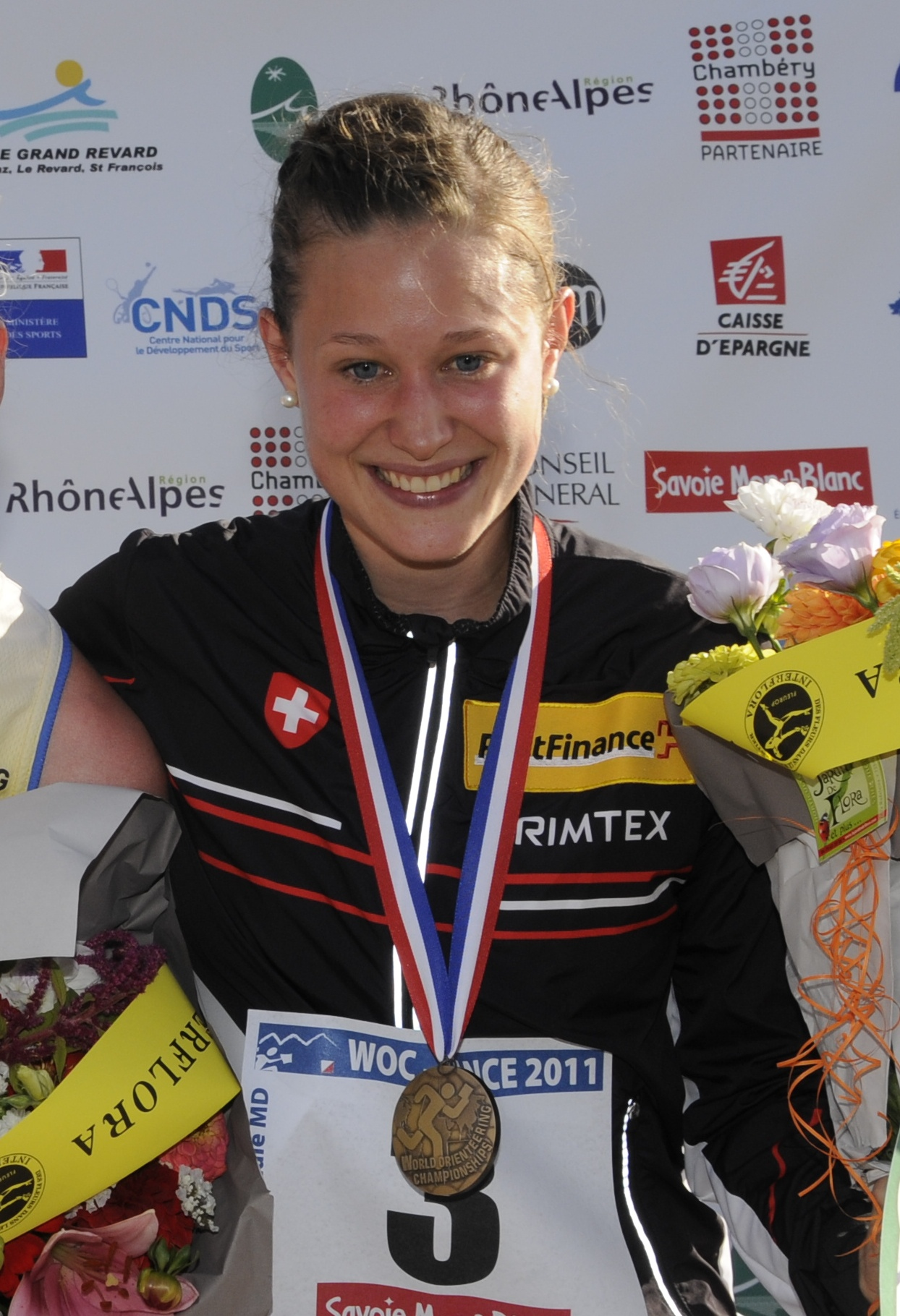
Judith Wyder (* 1988)

- Wyder, Pascale (* 1995), Schweizer Handballspielerin
- Wyder, Renate (* 1960), Schweizer Tischtennisspielerin
- Wyder, Romed (* 1967), Schweizer Filmemacher
- Wyder, Theodor (1853–1926), schweizerischer Gynäkologe und Geburtshelfer
- Wyderka, Maciej (* 2002), polnischer Leichtathlet
- Wydermyer, Jalen (* 2000), US-amerikanischer American-Football-Spieler
- Wydeville, Richard, englischer Militär und Politiker
- Wydeville, Thomas, englischer Politiker
- Wydler, Heinrich (1800–1883), Schweizer Botaniker
- Wydler, Irène (* 1943), Schweizer Malerin, Zeichnerin und Kunstpädagogin
- Wydler, John W. (1924–1987), US-amerikanischer Jurist und Politiker
- Wydler, Marianne (1939–2016), Schweizer Textildesignerin, Malerin, Zeichner und Illustratorin
- Wydler, Thomas (* 1959), Schweizer Musiker und Schlagzeuger
- Wydra, Alfred, deutscher Fußballspieler
- Wydra, Anna (* 1979), polnische Filmproduzentin
- Wydra, Dominik (* 1994), österreichischer Fußballspieler
- Wydra, Ehrenfried (1926–2010), deutscher Fußballspieler
- Wydra, Karolina (* 1981), US-amerikanische Schauspielerin und Model
- Wydra, Philipp (* 2003), österreichischer Fußballspieler
- Wydra, Thilo (* 1968), deutscher Autor und JournalistThilo Wydra (* 1968)

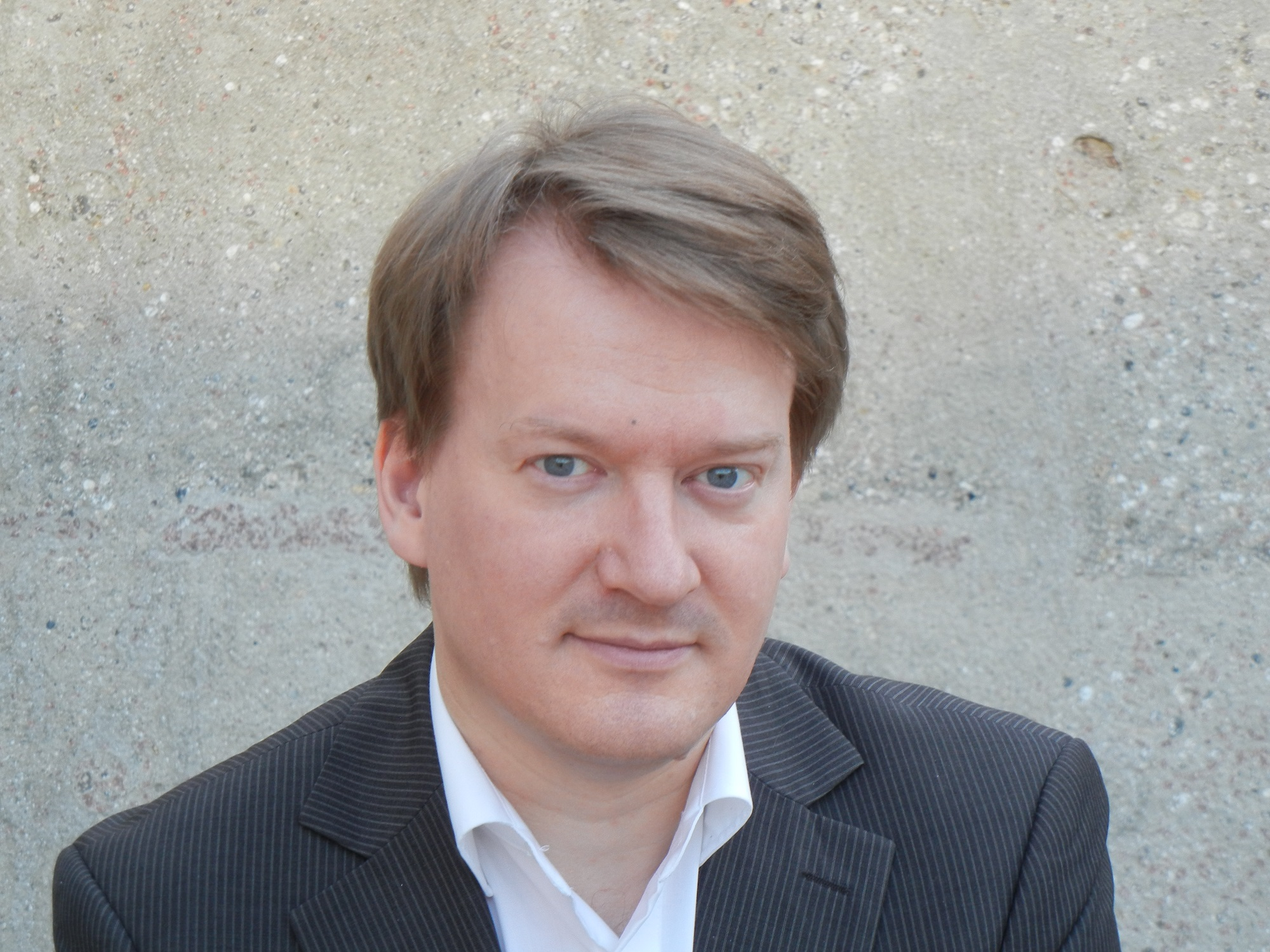
Thilo Wydra (* 1968)

- Wydrzyński, Maciej (* 1974), polnischer Politiker (Ruch Palikota), Mitglied des Sejm
- Wyduckel, Dieter (1938–2015), deutscher Staatsrechtler
- Wydyz, Hans, oberrheinischer Bildschnitzer
- Wydżga, Johann Stephan (1610–1685), Primas von Polen

### Wye
- Wye, Trevor (* 1935), englischer Flötist
- Wyenbergh, Franz Wilhelm van den (1854–1932), deutscher Goldschmied
- Wyer, Hans (1927–2012), Schweizer Politiker
- Wyer, John (1909–1989), britischer Motorsportingenieur und Rennleiter
- Wyer, Percy (1884–1965), kanadischer Marathonläufer britischer Herkunft
- Wyer, Reginald (1901–1970), britischer Kameramann
- Wyeth, Alison (* 1964), britische Mittel- und Langstreckenläuferin
- Wyeth, Andrew (1917–2009), US-amerikanischer realistischer MalerAndrew Wyeth (1917–2009)

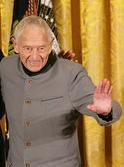
Andrew Wyeth (1917–2009)

- Wyeth, Katya (* 1948), US-amerikanische Schauspielerin und Model
- Wyeth, N. C. (1882–1945), US-amerikanischer Maler und Illustrator
- Wyeth, Nathaniel Jarvis (1802–1856), US-amerikanischer Erfinder und Geschäftsmann

### Wyg
- Wygand, August (1657–1709), deutscher Advokat, Politiker und Schriftsteller
- Wyganowski, Aleksander (* 2009), polnischer Fußballspieler
- Wygant, Jennifer (* 1984), US-amerikanische Skilangläuferin und Biathletin
- Wyglasow, Nikita Sergejewitsch (* 1985), russischer Eishockeyspieler
- Wygodski, Jakob (1856–1941), litauischer Arzt und Politiker
- Wygodski, Mark Jakowlewitsch (1898–1965), russischer Mathematikhistoriker
- Wygodski, Witali Solomonowitsch (1928–1998), russischer, marxistischer Ökonom und Editor
- Wygodzinski, Martha (1869–1943), deutsche Gesundheitspolitikerin
- Wygodzinsky, Petr Wolfgang (1916–1987), deutscher Entomologe
- Wygodzki, Stanisław (1907–1992), polnisch-jüdischer Schriftsteller und Übersetzer
- Wygotski, Lew Semjonowitsch (1896–1934), sowjetischer PsychologeLew Semjonowitsch Wygotski (1896–1934)

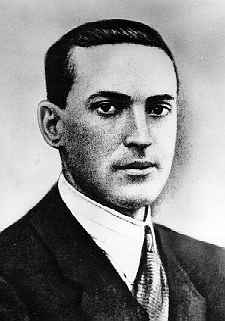
Lew Semjonowitsch Wygotski (1896–1934)

- Wygowskaja, Gulnara Gainulowna (* 1980), russische Marathonläuferin
- Wygusowa, Irina (* 1974), kasachische Wasserspringerin

### Wyh
- Wyhl, Adolf von (1903–1982), deutscher Bühnen- und Filmschauspieler
- Wyhowskyj, Iwan (1608–1664), ukrainischer Hetman

### Wyk
- Wyk, Abraham Erasmus van (* 1952), südafrikanischer Botaniker
- Wyk, Antoine J. A. van der (1902–1976), niederländisch-schweizerischer Chemie-Ingenieur, Physiker sowie Chemie-Professor
- Wyk, Antonio Van (* 2002), südafrikanischer Fußballspieler
- Wyk, Arnold Van (1916–1983), südafrikanischer Komponist
- Wyk, Chederick van (* 1995), südafrikanischer Sprinter
- Wyk, Christie Van (* 1977), namibischer Sprinter
- Wyk, Christopher van (1957–2014), südafrikanischer Schriftsteller und Kulturaktivist
- Wyk, Cornelius van († 1924), traditioneller Führer der Rehoboth Baster
- Wyk, Ermin van (* 1987), namibischer Mountainbike- und Straßenradrennfahrer
- Wyk, Hermanus van (1835–1905), traditioneller Führer der Rehoboth Baster
- Wyk, Janine van (* 1987), südafrikanische Fußballspielerin
- Wyk, Joshua van (* 1998), südafrikanischer Radsportler
- Wyk, Piet van (1931–2006), südafrikanischer Ökologe und Biologe
- Wyk, Ronel van (* 1978), südafrikanische Radrennfahrerin
- Wyk, Tumo van (* 2002), botswanischer Sprinter
- Wyk, Valco van (* 2000), südafrikanischer Stabhochspringer
- Wyka, Andrzej (1876–1948), polnischer Lehrer und Gymnasialdirektor in Österreich-Ungarn und Polen
- Wyka, Kazimierz (1910–1975), polnischer Schriftsteller
- Wyka, Marta (* 1938), polnische Literaturhistorikerin und Literaturkritikerin
- Wyke, Marguerite (1908–1995), trinidadische Politikerin und Künstlerin
- Wykes, Alan (1914–1993), britischer Sachbuchautor
- Wykes, Paul (* 1971), englischer Snookerspieler
- Wykes-Joyce, Max (1924–2002), britischer Literaturkritiker
- Wykman, Niklas (* 1981), schwedischer Politiker (Moderata samlingspartiet), Reichstagsmitglied, Minister für die Finanzmärkte
- Wykoff, Frank (1909–1980), US-amerikanischer Leichtathlet
- Wykręt, Adam (* 1945), polnischer Politiker (Platforma Obywatelska), Mitglied des Sejm
- Wykrota, Patryk (* 2000), polnischer Sprinter

### Wyl
- Wyl, Basil von (* 1999), Schweizer Unihockeyspieler
- Wyl, Benjamin von (* 1990), Schweizer Journalist und Schriftsteller
- Wyl, Cornel von (* 1997), Schweizer Unihockeyspieler
- Wyl, Jonas von (* 1994), Schweizer Unihockeyspieler
- Wyl, Luzia von (* 1985), Schweizer Jazz-Musikerin
- Wylach, Sigrid (* 1941), deutsche Designerin
- Wyland, Carl (1886–1972), deutscher Kunstschmied
- Wyland, George (1925–2011), deutsch-US-amerikanischer Journalist und Eiskunstläufer
- Wyland, Wendy (1964–2003), US-amerikanische Wasserspringerin
- Wyld Ospina, Carlos (1891–1956), guatemaltekischer Schriftsteller
- Wyld, Evelyn (1882–1973), britische Textildesignerin und Innenarchitektin
- Wyld, Harry (1900–1976), britischer Radrennfahrer
- Wyld, Laura, Baroness Wyld (* 1978), britische Kommunikationswissenschaftlerin und konservative Politikerin
- Wyld, Lew (1905–1974), britischer Radrennfahrer
- Wyld, Percy (1907–1972), britischer Radrennfahrer
- Wyld, William (1806–1889), britischer Maler und Lithograf
- Wyldanowa, Adilja (* 1994), kasachische Fußballspielerin
- Wylde, Chris (* 1976), US-amerikanischer Filmschauspieler, Autor und Filmproduzent
- Wylde, Derna (* 1953), US-amerikanische ehemalige Schauspielerin und Fotomodel
- Wylde, Peter (* 1965), US-amerikanischer Springreiter und Olympiasieger
- Wylde, Zakk (* 1967), US-amerikanischer Gitarrist, Sänger und PianistZakk Wylde (* 1967)

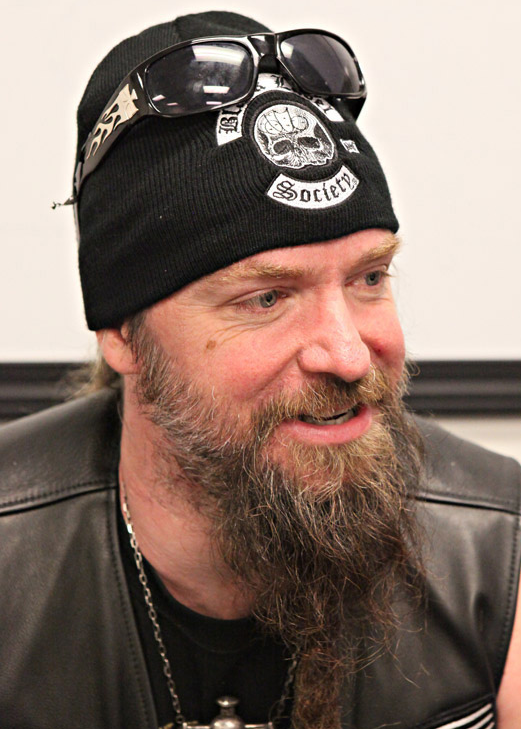
Zakk Wylde (* 1967)

- Wyle, Adolf von, deutscher Graf, Ritter und Vogt
- Wyle, Florence (1881–1968), amerikanisch-kanadische Bildhauerin, Designerin und Dichterin
- Wyle, Niklas von († 1479), frühhumanistischer Schriftsteller und Übersetzer
- Wyle, Noah (* 1971), US-amerikanischer Schauspieler
- Wylegschanin, Maxim Michailowitsch (* 1982), russischer Skilangläufer
- Wylenmann, Jürg (* 1948), Schweizer Maler und Grafiker
- Wylenzek, Tomasz (* 1983), deutscher Kanute
- Wyler von Ballmoos, Till (* 1979), Schweizer Theaterregisseur und Musiker
- Wyler, Bea (* 1951), Schweizer Rabbinerin
- Wyler, Dani (* 1952), Schweizer Fußballkommentator
- Wyler, Daniel (* 1959), Schweizer Politiker (SVP)
- Wyler, Dina (1931–2007), Schweizer Künstlerin
- Wyler, Gretchen (1932–2007), US-amerikanische Schauspielerin
- Wyler, Hugo (1928–2023), Schweizer Chemiker (Phytochemie)
- Wyler, Maud (* 1982), französische Film- und TheaterschauspielerinMaud Wyler (* 1982)

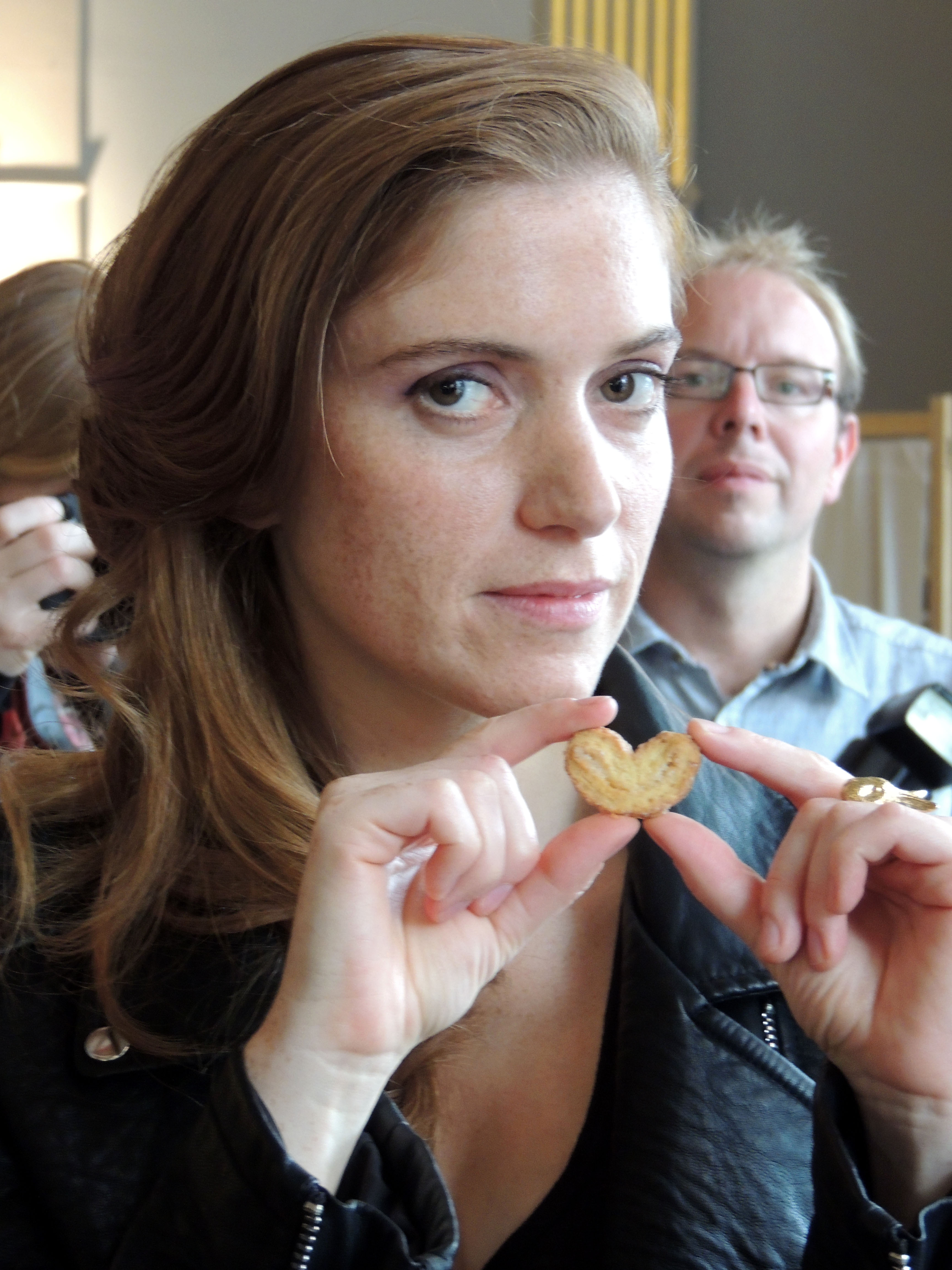
Maud Wyler (* 1982)

- Wyler, Otto (1887–1965), Schweizer Maler
- Wyler, Richard (1923–2010), britischer Schauspieler
- Wyler, Robert (1900–1971), US-amerikanischer Filmproduzent, Regisseur, Drehbuchautor
- Wyler, Veit (1908–2002), Schweizer Rechtsanwalt und zionistischer Politiker
- Wyler, William (1902–1981), schweizerisch-US-amerikanischer Filmregisseur und Produzent
- Wyley, Andrew, irischer Geologe
- Wylężek, Dominika (* 1987), polnische Fußballtorhüterin
- Wylezol, Oskar (1878–1935), deutscher Fußballfunktionär
- Wyleżoł, Piotr (* 1976), polnischer Musiker (Piano, Komposition)
- Wyleżyńska, Aurelia (1881–1944), polnische Schriftstellerin und Journalistin
- Wylich und Lottum, Carl Friedrich Heinrich von (1767–1841), preußischer General der Infanterie, sowie Politiker und Minister
- Wylich und Lottum, Friedrich Albrecht Carl Hermann von (1720–1797), preußischer General der Kavallerie sowie Domherr zu Halberstadt
- Wylich und Lottum, Friedrich Wilhelm von (1716–1774), preußischer Generalmajor sowie Kommandant von Berlin
- Wylich und Lottum, Heinrich Christoph Karl Hermann von (1773–1830), preußischer Generalleutnant
- Wylich und Lottum, Johann Christoph von (1681–1727), preußischer Offizier, zuletzt Generalmajor
- Wylich und Lottum, Ludwig von (1683–1729), preußischer Generalmajor sowie Landdrost in Kleve
- Wylich und Lottum, Philipp Karl von (1650–1719), preußischer Generalfeldmarschall
- Wylich, Alexander von (1753–1831), königlich-preußischer Geheimer Regierungsrat, Domherr zu Halberstadt, Erbhofmeister des Herzogtums Kleve, Komtur des Johanniterordens
- Wylich, Friedrich von (1706–1770), preußischer Generalleutnant, Freund Friedrichs II.
- Wylich, Johann von, Domherr in Münster
- Wylie Hutchison, Isobel (1889–1982), britische Botanikerin und Forschungsreisende
- Wylie, Adam (* 1984), US-amerikanischer SchauspielerAdam Wylie (* 1984)

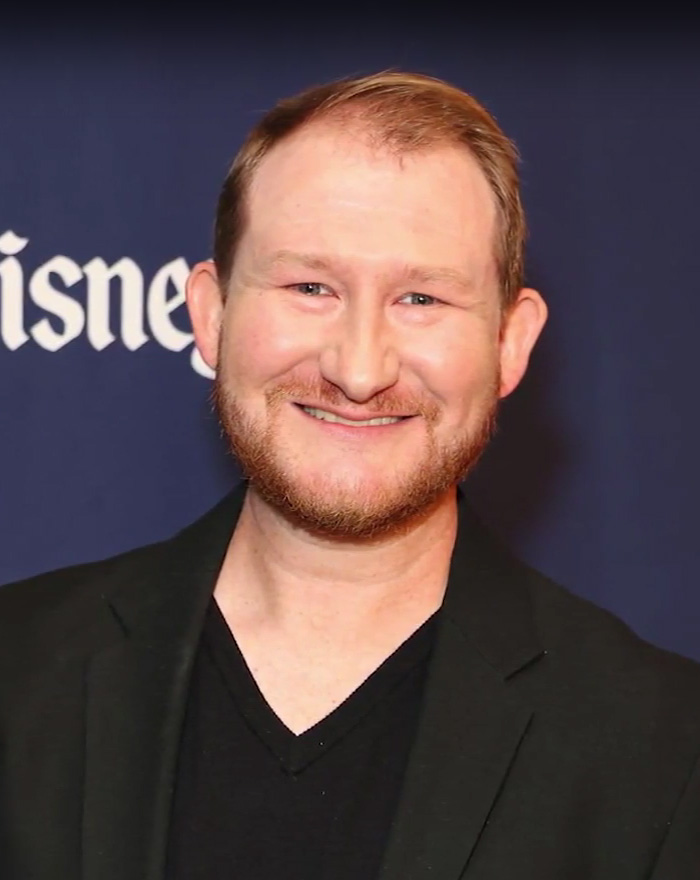
Adam Wylie (* 1984)

- Wylie, Alexander (1815–1887), britischer Mathematikhistoriker
- Wylie, Andrew (* 1947), US-amerikanischer Literaturagent
- Wylie, Andrew (* 1961), britischer Skilangläufer
- Wylie, Andrew (* 1994), US-amerikanischer American-Football-Spieler
- Wylie, Austin (1893–1947), US-amerikanischer Bigband-Leader
- Wylie, Barbara (1861–1954), englisch-britische Suffragette
- Wylie, Chalmers (1920–1998), US-amerikanischer Politiker
- Wylie, Elinor (1885–1928), US-amerikanische Schriftstellerin
- Wylie, I. A. R. (1885–1959), australisch-britisch-amerikanische Schriftstellerin und Drehbuchautorin
- Wylie, James (1768–1854), Leibarzt dreier russischer Zaren; Chef und Reformer des russischen Militärsanitätswesens
- Wylie, James (* 1986), neuseeländischer Jazzmusiker (Altsaxophon, Klarinette)
- Wylie, Jonathan (* 1945), britischer Schriftsteller, Pseudonym des britischen Schriftstellerehepaares Mark und Julia Smith
- Wylie, Laurence (1909–1996), US-amerikanischer Anthropologe und Romanist
- Wylie, Lauri (1880–1951), britischer Autor
- Wylie, Michail Jakowlewitsch (1838–1910), russischer Maler
- Wylie, Mina (1891–1984), australische Schwimmerin
- Wylie, Norman, Lord Wylie (1923–2005), schottischer Richter und Politiker
- Wylie, Paul (* 1964), US-amerikanischer Eiskunstläufer
- Wylie, Philip (1902–1971), US-amerikanischer Schriftsteller
- Wylie, Ruth Shaw (1916–1989), US-amerikanische Komponistin und Musikpädagogin
- Wylie, Shaun (1913–2009), britischer Mathematiker
- Wylie, Sofia (* 2004), US-amerikanische SchauspielerinSofia Wylie (* 2004)

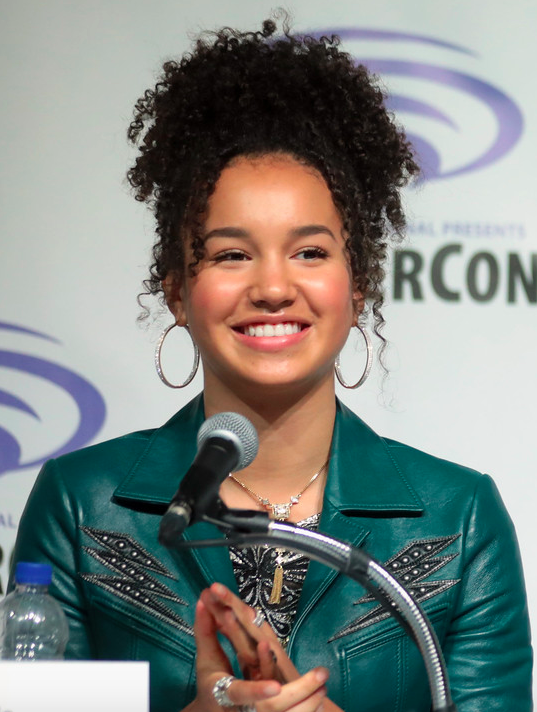
Sofia Wylie (* 2004)

- Wylin, Siebe (* 2003), belgischer Fußballspieler
- Wyller, Anders Platou (1903–1940), norwegischer Philologe und Humanist
- Wyller, Egil A. (1925–2021), norwegischer Philosoph
- Wyllie, Andrew (1944–2022), britischer Pathologe
- Wyllie, Charles William (1853–1923), englischer Zeichner, Aquarellist, Illustrator, Landschafts- und Marinemaler
- Wyllie, Ella (* 2002), neuseeländische Radrennfahrerin
- Wyllie, Meg (1917–2002), US-amerikanische Schauspielerin
- Wyllie, Peter John (* 1930), britischer Petrologe und Geologe
- Wyllie, Tom (1870–1943), schottischer Fußballspieler
- Wyllie, William Lionel (1851–1931), englischer Marinemaler
- Wyllow, Heiliger der anglikanischen Kirche
- Wyllys, George (1590–1645), amerikanischer Kolonialgouverneur
- Wyllys, Jean (* 1974), brasilianischer Politiker, Autor und Journalist
- Wylowa, Wanda (* 1973), Schweizer Schauspielerin und Sprecherin
- Wylre, Gerhard von († 1440), deutscher Schöffe und Bürgermeister der Freien Reichsstadt Aachen
- Wylre, Johann Bertram von († 1679), Bürgermeister der Reichsstadt Aachen
- Wylre, Johann Jakob von († 1793), Bürgermeister der Reichsstadt Aachen
- Wylre, Wilhelm von († 1508), deutscher Schöffe und Bürgermeister der Reichsstadt Aachen
- Wylre, Wilhelm von (1539–1601), deutscher Schöffe und Bürgermeister der Reichsstadt Aachen
- Wylre, Winand Theodor von (1665–1717), Bürgermeister der Reichsstadt Aachen
- Wylre, Wolter von († 1529), deutscher Schöffe und Bürgermeister der Freien Reichsstadt Aachen
- Wylsynck, Heinrich († 1533), deutscher Maler und Bildschnitzer
- Wyludda, Ilke (1969–2024), deutsche Diskuswerferin und Olympiasiegerin

### Wym
- Wyman, A. U. (1833–1915), US-amerikanischer Bankier und Regierungsbeamter
- Wyman, Bill (* 1936), englischer Bassist, Mitglied der Rolling StonesBill Wyman (* 1936)

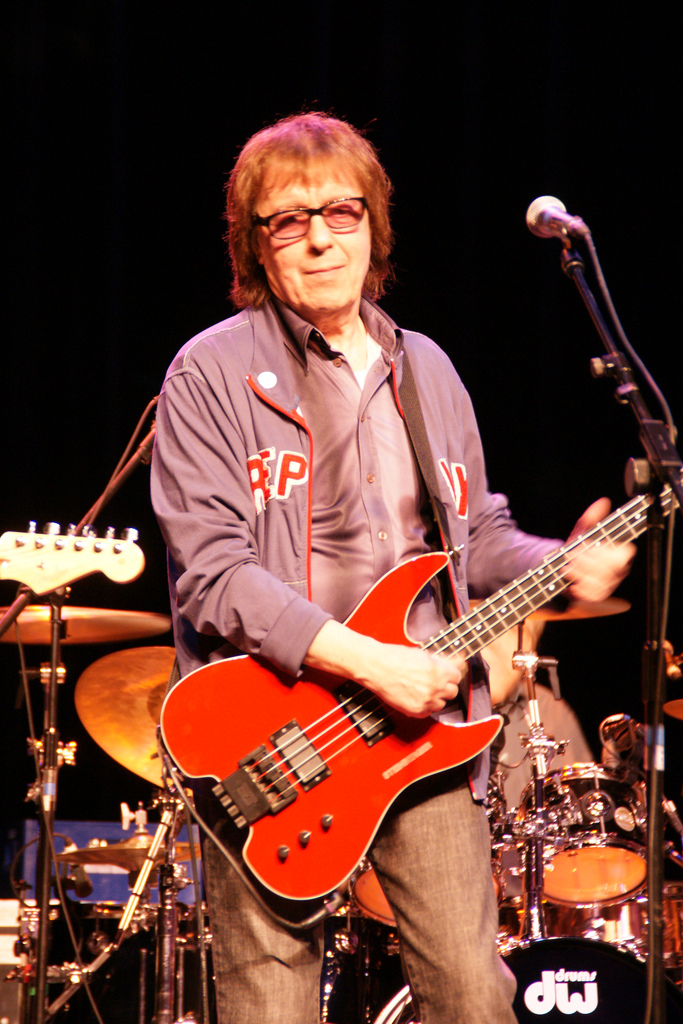
Bill Wyman (* 1936)

- Wyman, Bob (1909–1978), britischer Eishockeyspieler und Eisschnellläufer
- Wyman, Helen (* 1981), britische Radrennfahrerin
- Wyman, Ida (1926–2019), US-amerikanische Fotografin
- Wyman, Irma (1928–2015), amerikanische Computer-Ingenieurin
- Wyman, J. T. (* 1986), US-amerikanischer Eishockeyspieler
- Wyman, Jane (1917–2007), US-amerikanische Schauspielerin
- Wyman, Jeffries (1814–1874), US-amerikanischer Naturwissenschaftler und Anatom
- Wyman, John (* 1944), britischer Schauspieler
- Wyman, Louis C. (1917–2002), US-amerikanischer Politiker
- Wyman, Nancy (* 1946), US-amerikanische Politikerin
- Wyman, Nicholas (* 1950), US-amerikanischer Film- und Fernsehschauspieler sowie Musicaldarsteller
- Wyman, Rich, US-amerikanischer Singer-Songwriter
- Wyman, Sid (1910–1978), US-amerikanischer Glücks- und Pokerspieler
- Wyman, Willard G. (1898–1969), US-amerikanischer Offizier, Generalleutnant der US-Army
- Wymann, Adalbert (1858–1923), Schweizer Politiker
- Wymann, Alfred (1922–2011), Schweizer Bildhauer
- Wymann, Eduard (1870–1956), Schweizer Priester, Staatsarchivar und Historiker
- Wymann, Otto (1886–1954), Schweizer Politiker
- Wymark, Jane (* 1952), britische Schauspielerin
- Wymark, Patrick (1926–1970), britischer Schauspieler
- Wymer, Immo (1888–1970), deutscher Chirurg
- Wymer, John (1928–2006), britischer Archäologe
- Wymetal, Erich von (1892–1966), österreichischer Schauspieler und Regisseur
- Wymetal, Wilhelm von (1838–1896), österreichischer Journalist und Schriftsteller
- Wymetal, Wilhelm von (1863–1937), österreichischer Schauspieler und Regisseur
- Wymore, Patrice (1926–2014), US-amerikanische Schauspielerin

### Wyn
- Wyn-Harris, Percy (1903–1979), britischer Bergsteiger, Segler und Kolonialgouverneur
- Wynaendts, Alexander (* 1960), niederländischer Manager
- Wynalda, Eric (* 1969), US-amerikanischer FußballspielerEric Wynalda (* 1969)

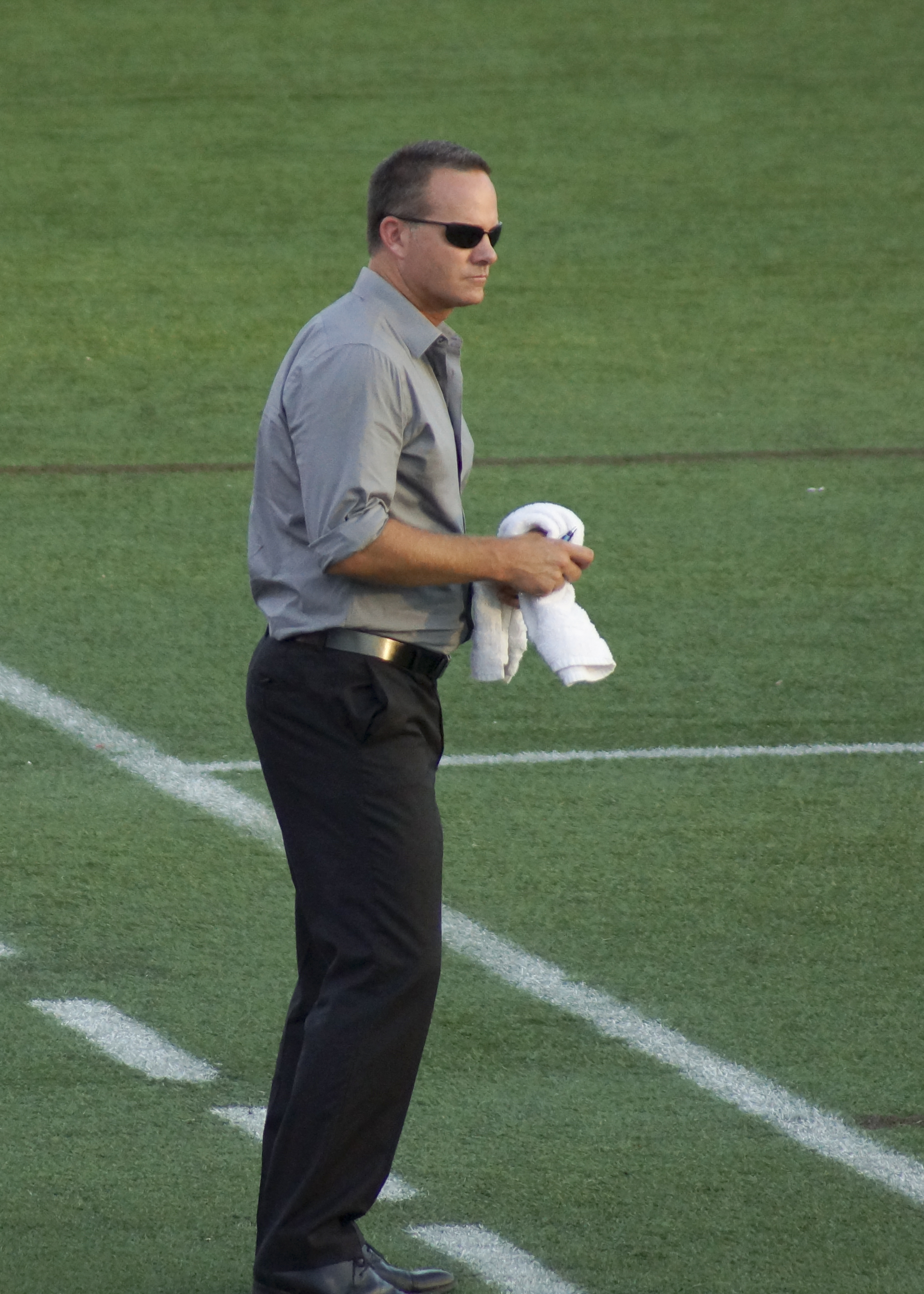
Eric Wynalda (* 1969)

- Wynand, Paul (1879–1956), deutscher Bildhauer
- Wynands, Reinhold (* 1957), deutscher Skatspieler
- Wynant, Donatus (1890–1972), Generalminister des Kapuzinerordens
- Wynants, Milton (* 1972), uruguayischer Bahn- und Straßenradrennfahrer
- Wynd, Oswald Morris (1913–1998), britischer Schriftsteller schottischer Herkunft
- Wynder, Ernst L. (1922–1999), US-amerikanischer Mediziner
- Wyndham White, Eric (1913–1980), britischer Diplomat, Generaldirektor des GATT
- Wyndham, Alex (* 1981), britischer Schauspieler und Synchronsprecher
- Wyndham, Charles, 2. Earl of Egremont (1710–1763), britischer Adliger und Politiker
- Wyndham, Francis (1924–2017), britischer Schriftsteller und Journalist
- Wyndham, George (1863–1913), britischer Politiker der Conservative Party, Unterhausabgeordneter
- Wyndham, George, 3. Earl of Egremont (1751–1837), britischer Peer und Mäzen
- Wyndham, George, 4. Earl of Egremont (1786–1845), britischer Marineoffizier und Peer
- Wyndham, John (1903–1969), britischer Science-Fiction-Autor
- Wyndham, Percy Charles Hugh (1864–1943), britischer Botschafter
- Wyndham, William, 3. Baronet (1688–1740), britischer Adliger und Politiker
- Wyndham-O’Brien, Percy, 1. Earl of Thomond († 1774), irischer Peer und britischer Politiker
- Wyneken, Alexander (1848–1939), deutscher Journalist und Zeitungsverleger
- Wyneken, Carl Johann Conrad (1763–1825), deutscher evangelisch-lutherischer Pastor und Superintendent
- Wyneken, Christian (1783–1853), hannoverischer Generalleutnant und zuletzt Kommandeur der 2. Infanterie-Division
- Wyneken, Christoph (* 1941), deutscher Geiger und Dirigent
- Wyneken, Ernst Friedrich (1840–1905), deutscher evangelischer Theologe, Pädagoge, Schriftsteller, Philosoph und Sozialpolitiker
- Wyneken, Friedrich (1810–1876), deutsch-US-amerikanischer lutherischer Missionar
- Wyneken, Gustav (1875–1964), deutscher Reformpädagoge, Gründer der Freien Schulgemeinde Wickersdorf und AutorGustav Wyneken (1875–1964)

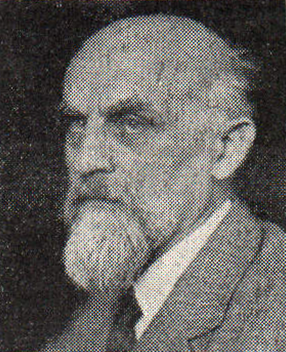
Gustav Wyneken (1875–1964)

- Wyneken, Ludwig (1802–1887), deutscher Richter und Politiker
- Wynen, André (1923–2007), belgischer Chirurg und Ärztefunktionär
- Wynen, Arthur (1880–1962), deutscher Kirchenrechtler
- Wyner, Aaron (1939–1997), US-amerikanischer Informatiker
- Wyner, George (* 1945), US-amerikanischer Schauspieler und Komiker
- Wyner, Yehudi (* 1929), US-amerikanischer Komponist, Pianist und Musikpädagoge
- Wynette, Tammy (1942–1998), US-amerikanische Country-SängerinTammy Wynette (1942–1998)

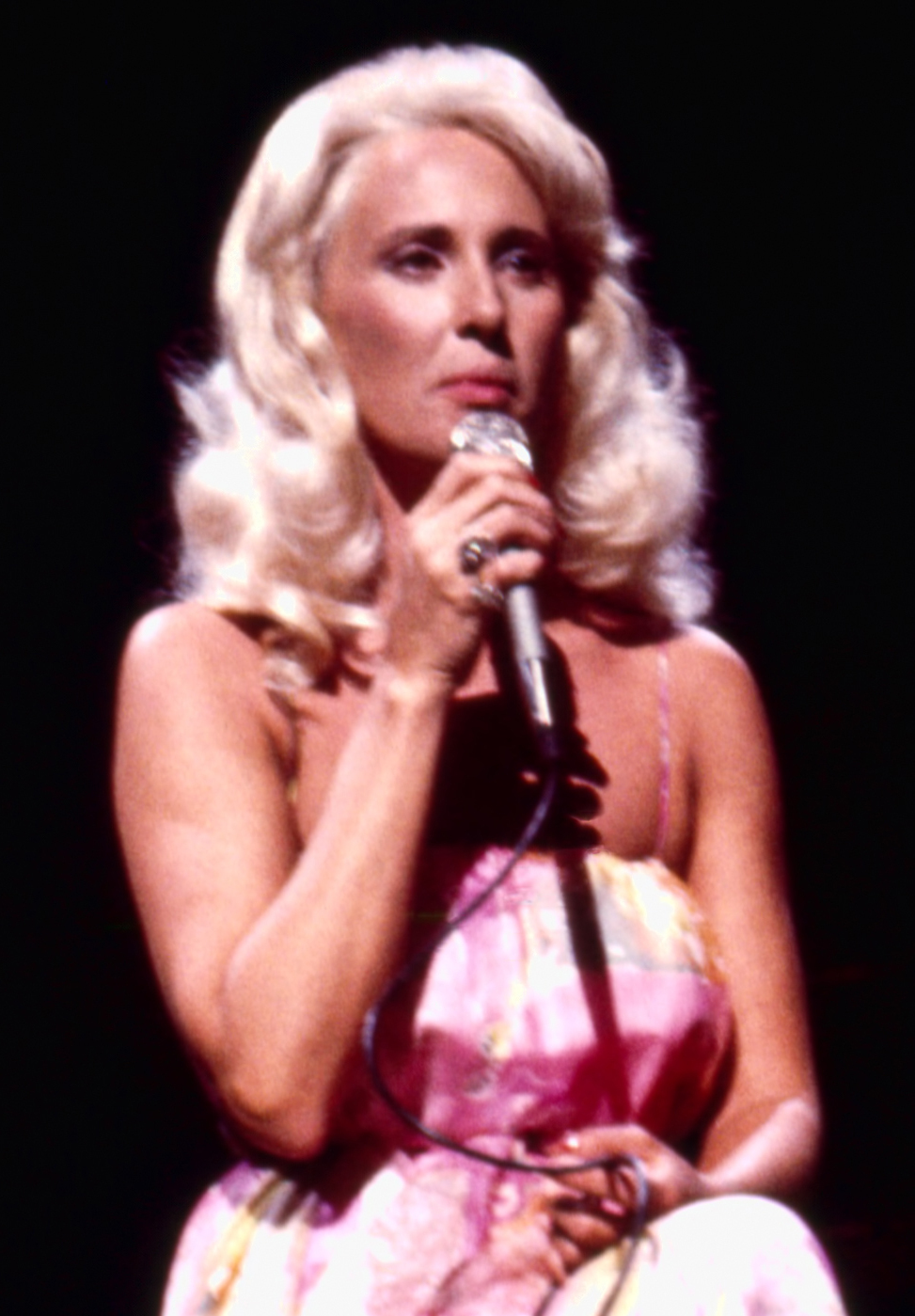
Tammy Wynette (1942–1998)

- Wyngaerde, Anton van den († 1571), flämischer Vedutenmaler und Kartograf
- Wyngarde, Peter (1927–2018), britischer Schauspieler
- Wynhoff, Peter (* 1968), deutscher Fußballspieler
- Wynistorf, Christof (* 1985), Schweizer Paracycler
- Wynither, Bischof von Merseburg wahrscheinlich 1063
- Wynkoop, Henry (1737–1816), US-amerikanischer Politiker
- Wynmann, Nikolaus (* 1510), Schweizer Humanist
- Wynn, Albert (1907–1973), US-amerikanischer Jazz-Posaunist
- Wynn, Albert (* 1951), US-amerikanischer Politiker
- Wynn, Dexter (* 1981), US-amerikanischer Footballspieler
- Wynn, Early (1920–1999), US-amerikanischer Baseballspieler
- Wynn, Ed (1886–1966), US-amerikanischer Film- und Theaterschauspieler sowie Komiker
- Wynn, George (1886–1966), walisischer Fußballspieler
- Wynn, Hugh (1897–1936), US-amerikanischer Filmeditor
- Wynn, Isaiah (* 1996), US-amerikanischer American-Football-Spieler
- Wynn, Jessica Keenan (* 1986), US-amerikanische Schauspielerin und Sängerin
- Wynn, Jim (1912–1977), US-amerikanischer Ryhthm & Blues-Musiker
- Wynn, Jimmy (1942–2020), US-amerikanischer Baseballspieler
- Wynn, Karen (* 1962), kanadisch-amerikanische Künstlerin, Psychologin und Hochschullehrerin
- Wynn, Keenan (1916–1986), US-amerikanischer Schauspieler
- Wynn, May (1928–2021), US-amerikanische Schauspielerin
- Wynn, Natalie (* 1988), amerikanische Webvideoproduzentin und Betreiberin des YouTube-Kanals "ContraPoints'"
- Wynn, Steve (* 1942), US-amerikanischer Milliardär und KasinobetreiberSteve Wynn (* 1942)

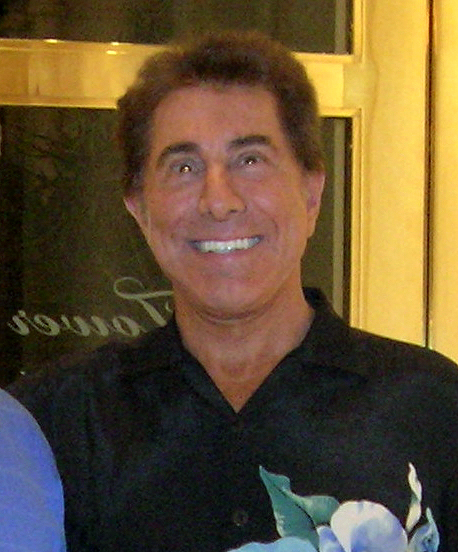
Steve Wynn (* 1942)

- Wynn, Steve (* 1960), US-amerikanischer Musiker
- Wynn, Terence (* 1946), britischer Politiker (Labour Party), MdEP
- Wynn, Tyla (* 1982), US-amerikanische Pornodarstellerin
- Wynn, William J. (1860–1935), US-amerikanischer Politiker
- Wynn-Carington, Robert, 1. Marquess of Lincolnshire (1843–1928), britischer Peer und Politiker der Liberal Party, sowie Gouverneur von New South Wales
- Wynn-Williams, Charles Eryl (1903–1979), walisischer Physiker
- Wynne, Arthur (1871–1945), Erfinder des Kreuzworträtsels
- Wynne, Brian (* 1947), britischer Sozialwissenschaftler
- Wynne, Charles Gorrie (1911–1999), englischer Optiker
- Wynne, Emanuel, bretonischer Pirat
- Wynne, Giustiniana († 1791), italienische Schriftstellerin
- Wynne, Greville (1919–1990), britischer Geheimdienstmitarbeiter
- Wynne, Ian (* 1973), britischer Kanute
- Wynne, James J (* 1943), US-amerikanischer Physiker
- Wynne, John Joseph (1859–1948), US-amerikanischer Jesuit und Schriftsteller
- Wynne, Kathleen (* 1953), kanadische Politikerin
- Wynne, Khalid Shameem (1953–2017), pakistanischer General
- Wynne, Lyman (1923–2007), US-amerikanischer Schizophrenie-Forscher und Familientherapeut
- Wynne, Marvell (* 1959), US-amerikanischer Baseballspieler
- Wynne, Marvell (* 1986), US-amerikanischer Fußballspieler
- Wynne, Michael (* 1944), US-amerikanischer Unternehmer
- Wynne, Nancye (1916–2001), australische Tennisspielerin
- Wynne, Robert J. (1851–1922), US-amerikanischer Politiker
- Wynne, Susan (* 1965), US-amerikanische Eiskunstläuferin
- Wynne, Violet-Anne (* 1987), irische Politikerin
- Wynne-Davies, Ruth (1926–2012), britische Orthopädin
- Wynne-Edwards, Vero (1906–1997), britischer Zoologe, Begründer der Ökologie
- Wynne-Griffith, Oliver (* 1994), britischer Ruderer
- Wynne-Jones, Tim (* 1948), kanadischer Schriftsteller
- Wynne-Jones, William, Baron Wynne-Jones (1903–1982), britischer Chemiker und Politiker
- Wynns, Thomas (1764–1825), US-amerikanischer Politiker
- Wynnyk, Oleh (* 1973), ukrainischer Sänger, Songwriter und KomponistOleh Wynnyk (* 1973)

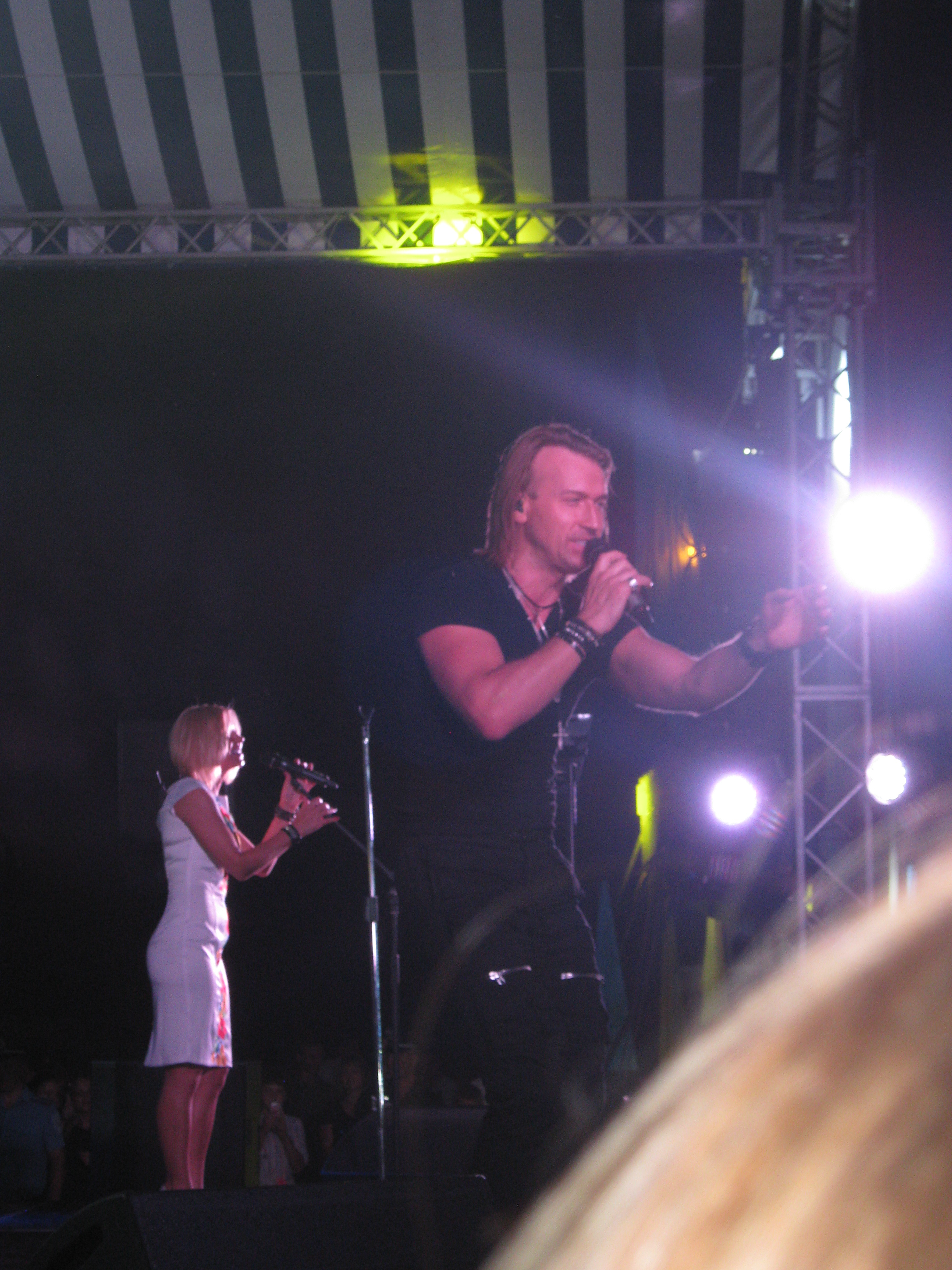
Oleh Wynnyk (* 1973)

- Wynnytschenko, Wolodymyr (1880–1951), ukrainischer Politiker und Schriftsteller
- Wynnytschuk, Jurij (* 1952), ukrainischer Schriftsteller, Sprachwissenschaftler und Journalist
- Wynokur, Jaroslaw (* 1974), ukrainischer Billardspieler
- Wynokurow, Andrij (* 1982), ukrainischer Radsportler
- Wynorski, Jim (* 1950), US-amerikanischer Regisseur, Drehbuchautor und Filmproduzent
- Wynsberghe, Aimee van, Zellbiologin, Ethikerin und Hochschullehrerin
- Wynsdau, Henri (* 1897), belgischer Radrennfahrer
- Wynsdau, Theo (1895–1951), belgischer Radrennfahrer
- Wynter, Bryan (1915–1975), englischer Maler
- Wynter, Dana (1931–2011), britisch-deutsche Schauspielerin
- Wynter, Hector (1926–2002), jamaikanischer Politiker (JLP), Journalist und Diplomat
- Wynter, Sarah (* 1973), australische SchauspielerinSarah Wynter (* 1973)

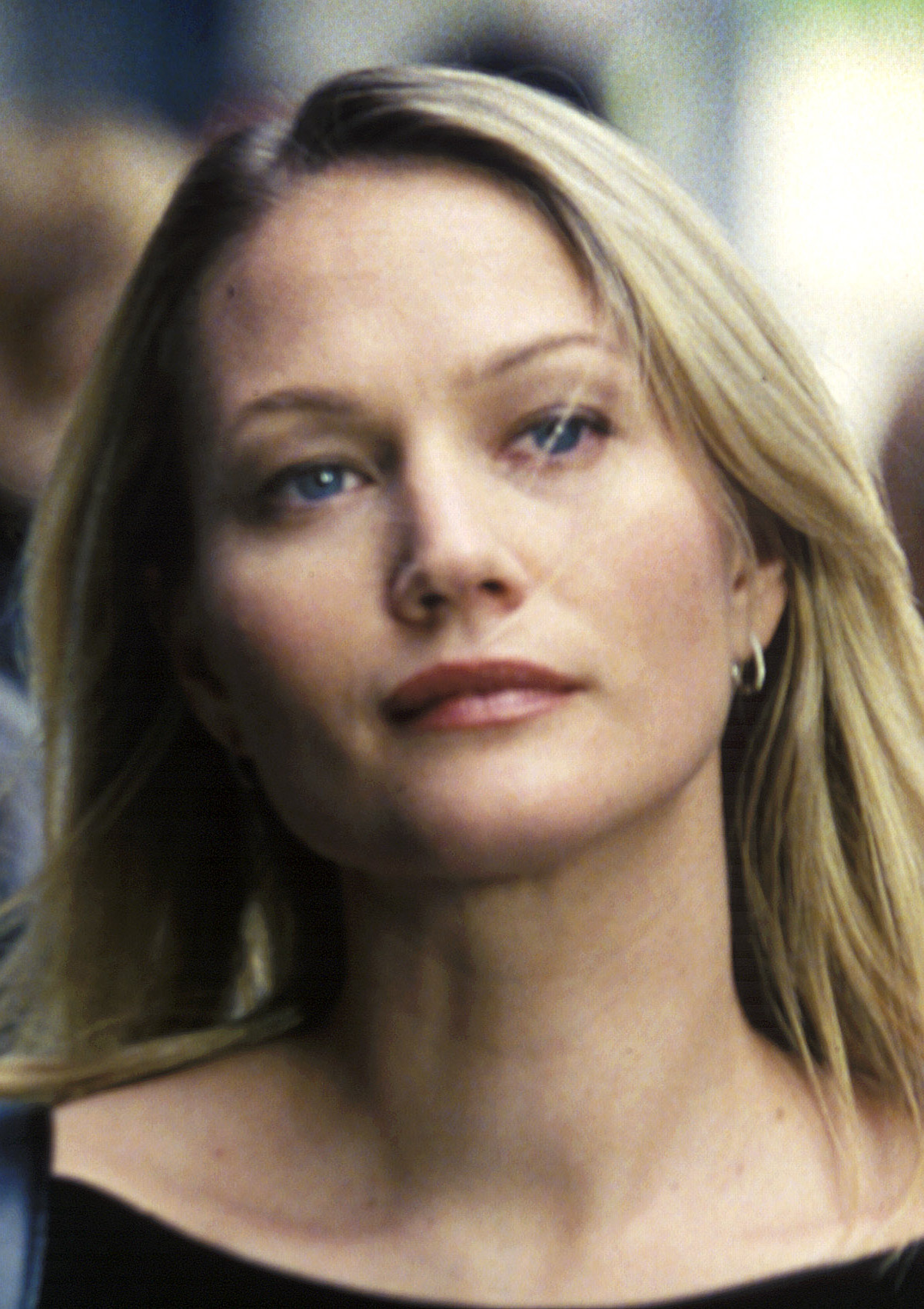
Sarah Wynter (* 1973)

- Wynter, Sylvia (* 1928), jamaikanische Schriftstellerin, Philosophin, Essayistin und Dramatikerin
- Wyntges, Geertgen, niederländische Malerin des Goldenen Zeitalters
- Wyntoun, Andrew, schottischer Geistlicher und Geschichtsschreiber
- Wynyard, Diana (1906–1964), englische Schauspielerin

### Wyp
- Wypadlo, Adrian (* 1970), deutscher Theologe
- Wyper, Andrew (* 1985), australischer Bahn- und Straßenradrennfahrer
- Wyplosz, Charles (* 1947), französischer Wirtschaftswissenschaftler und Hochschullehrer
- Wypochowicz, Artur (1893–1972), Kommunalpolitiker, Antifaschist und Widerstandskämpfer
- Wyprächtiger, Hans (1929–2006), Schweizer Schauspieler
- Wyprächtiger, Vito (* 1981), Schweizer Kunstflugpilot
- Wypych, Andrew Peter (* 1954), polnischer römisch-katholischer Geistlicher, emeritierter Weihbischof in Chicago
- Wypych, Paweł (1968–2010), polnischer Politiker, Mitglied des Sejm
- Wypyrajlo, Ljudmyla (* 1979), ukrainische Radrennfahrerin

### Wyr
- Wyre, John (1941–2006), kanadischer Perkussionist, Komponist und Musikpädagoge
- Wyrgatsch, Otto (1884–1933), deutscher Publizist und Gewerkschafter
- Wyrick, Beckham (* 1983), US-amerikanischer Basketballspieler
- Wyrobek, Jerzy (1949–2013), polnischer Fußballspieler und -trainer
- Wyrobisch, Anton Viktor (* 1948), deutscher Theologe und Lehrer
- Wyrsch, Alfred (1872–1924), Schweizer Jurist, Gemeinderat und Nationalrat
- Wyrsch, Alois (1825–1888), Schweizer Politiker
- Wyrsch, Charles (1920–2019), Schweizer Maler, Zeichner und Grafiker
- Wyrsch, Daniel (* 1963), Schweizer Politiker (SP)
- Wyrsch, Jakob (1842–1933), Schweizer Politiker
- Wyrsch, Jakob (1862–1926), Schweizer Politiker
- Wyrsch, Jakob (1892–1980), Schweizer Psychiater und Schriftsteller
- Wyrsch, Johann Melchior (1732–1798), Schweizer Porträtist
- Wyrsch, Joseph Maria (1851–1905), Schweizer Politiker
- Wyrsch, Louis (1793–1858), Schweizer Politiker und Militärkommandant
- Wyrsch, Melchior (1817–1873), Schweizer Politiker und Arzt
- Wyrsch, Peter Beat (* 1946), Schweizer Theaterregisseur und Intendant
- Wyrtki, Klaus (1925–2013), deutsch-amerikanischer Ozeanograf
- Wyrubowa, Anna Alexandrowna (1884–1964), Hofdame von Zarin Alexandra Fjodorowna
- Wyrupajew, Konstantin Grigorjewitsch (1930–2012), sowjetischer Ringer
- Wyrwa, Dietmar (* 1943), deutscher evangelischer Kirchenhistoriker
- Wyrwa, Ulrich (* 1954), deutscher Historiker
- Wyrwicz, Karol (1717–1793), polnischer Schriftsteller, Jesuit und Politiker
- Wyrwitsch, Waleryj (* 1967), sowjetischer bzw. belarussischer Ruderer
- Wyrwoll, Nikolaus (* 1938), deutscher katholischer Theologe
- Wyrypajew, Iwan Alexandrowitsch (* 1974), russischer Schauspieler, Dramatiker, Regisseur und Drehbuchautor
- Wyrzykowska, Antonina (1916–2011), polnische Judenretterin
- Wyrzykowski, Juliusz (1946–2002), polnischer Film- und Theaterschauspieler

### Wys
- Wys, Kelsey (* 1991), US-amerikanische Fußballtorhüterin
- Wysard, Gottlieb Emanuel (1789–1837), Schweizer Porträt- und Trachtenmaler
- Wysard-Füchslin, Elise (1790–1863), Schweizer Kunstmalerin und Radiererin
- Wyschebaba, Pawlo (* 1986), ukrainischer Öko-Aktivist, Musiker und Schriftsteller
- Wyschedkewitsch, Sergei Iossifowitsch (* 1975), russischer Eishockeyspieler
- Wyschenskyj, Iwan, ruthenischer Mönch und Gelehrter
- Wyscheslaw von Nowgorod, Fürst von Nowgorod (um 990–1010) und ältester Sohn von Wladimir dem Großen
- Wyscheslawa von Kiew, Fürstin der Kiewer Rus und spätere Königin von Polen
- Wyscheslawskyj, Leonid (1914–2002), sowjetischer und ukrainischer Schriftsteller und Literaturkritiker
- Wyschinski, Andrei Januarjewitsch (1883–1954), sowjetischer Politiker und AußenministerAndrei Januarjewitsch Wyschinski (1883–1954)

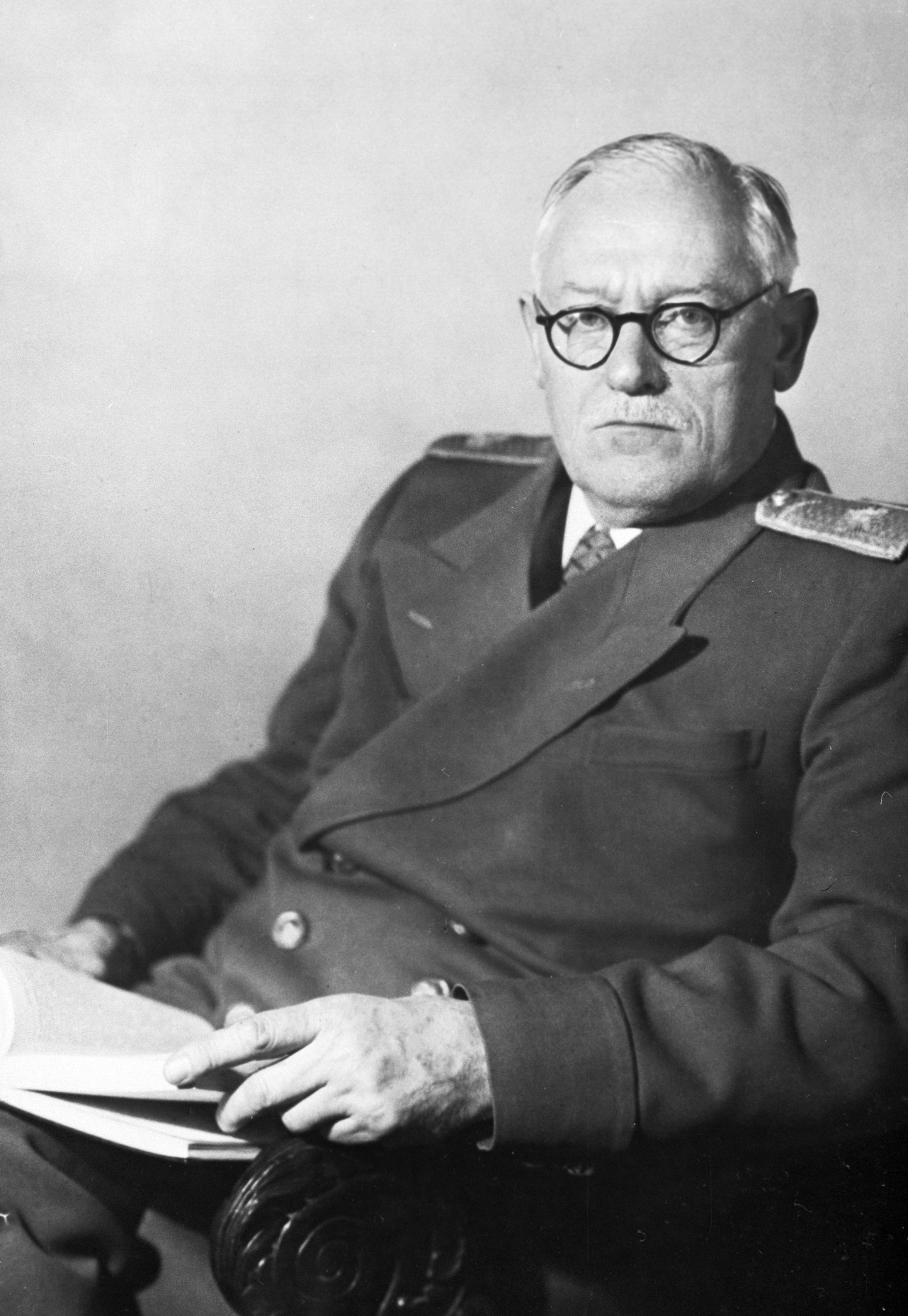
Andrei Januarjewitsch Wyschinski (1883–1954)

- Wyschmanawin, Alexei Borissowitsch (1960–2000), russischer Schachspieler
- Wyschnegradski, Iwan Alexejewitsch (1832–1895), russischer Ingenieur, Politiker, Wissenschaftler und Hochschullehrer
- Wyschnegradsky, Iwan (1893–1979), russischer Komponist
- Wyschnewezkyj, Dmytro († 1563), Ataman der Kosaken in der Ukraine
- Wyschnewskyj, Artem (* 1984), ukrainischer Handballspieler
- Wyschnewskyj, Wladyslaw (* 1998), ukrainischer Snookerspieler
- Wyschnja, Ostap (1889–1956), ukrainischer Schriftsteller, Humorist und Satiriker
- Wyschofsky, Günther (* 1929), deutscher Politiker (SED), Minister für chemische Industrie der DDR
- Wyschogrod, Michael (1928–2015), US-amerikanischer jüdischer Religionsphilosoph
- Wyschywanyj, Wassyl (1994–2022), ukrainischer Kämpfer der 80. separaten Luftsturmbrigade
- Wyse, Alex (* 2000), italienischer Popsänger
- Wyse, Alexander von († 1611), Priester und Generalvikar in Köln
- Wyse, Chris (* 1969), US-amerikanischer Bassist und SängerChris Wyse (* 1969)

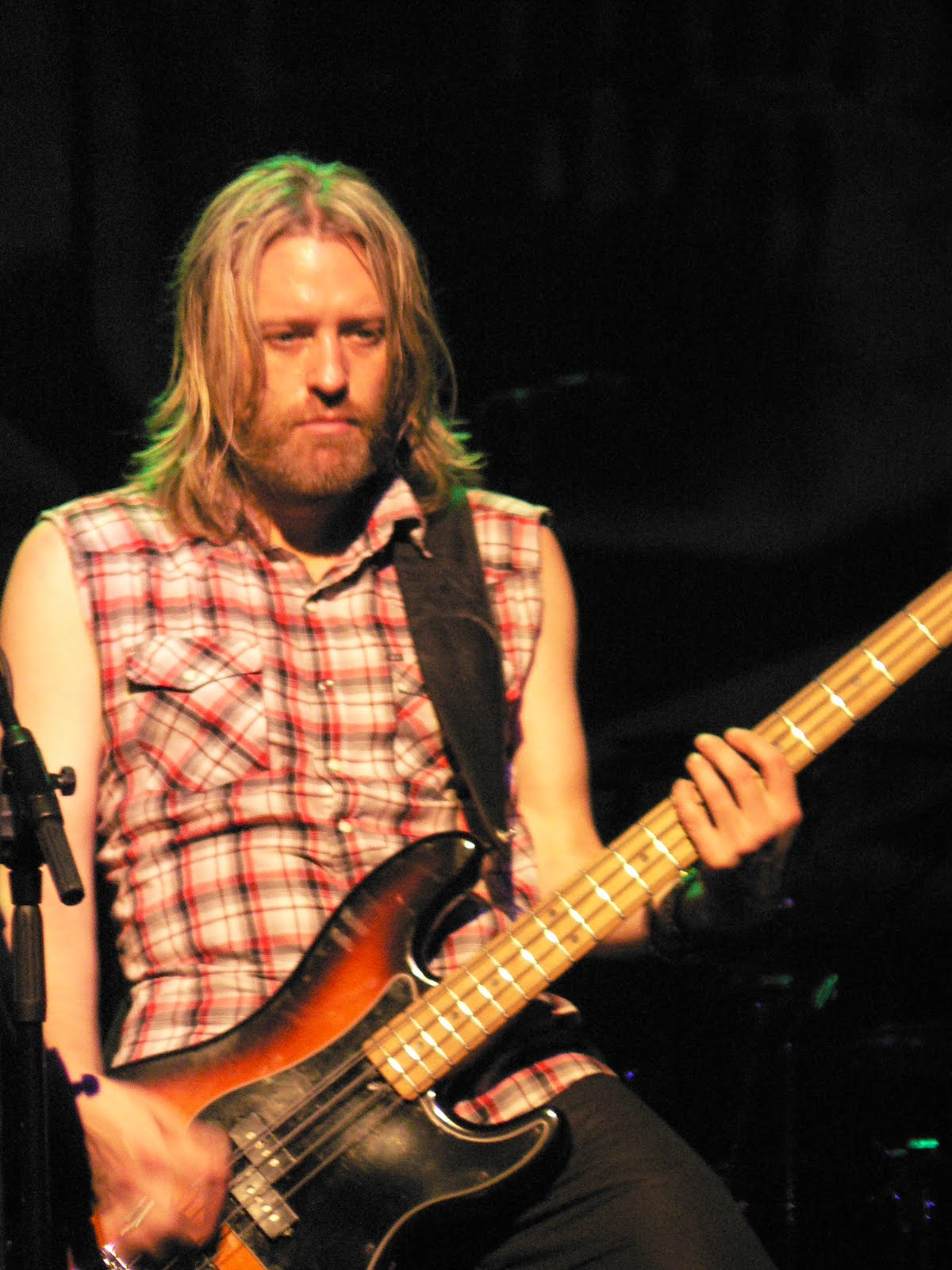
Chris Wyse (* 1969)

- Wyse, Dana (* 1965), kanadische Künstlerin und Autorin
- Wyse, Johannes († 1371), Domherr in Münster
- Wyse, Johannes († 1486), deutscher Theologieprofessor
- Wyse, Lois (1926–2007), US-amerikanische Autorin und Kolumnistin
- Wyse, Pearse (1928–2009), irischer Politiker
- Wyse, Rachel, irische Sportmoderatorin, Springreiterin und Model
- Wyse, Rosemary (* 1957), schottische Astrophysikerin und Astronomin
- Wyser, Alfred (1922–2010), Schweizer Politiker und Historiker
- Wyser, Paul (1904–1964), Schweizer Philosoph und katholischer Theologe
- Wyser-Pratte, Guy (* 1940), US-amerikanisch-französischer Finanzinvestor und Corporate Raider
- Wyseure, Joran (* 2001), belgischer Radrennfahrer
- Wysk, Peter (* 1955), deutscher Jurist, Richter am Bundesverwaltungsgericht
- Wysling, Hans (1926–1995), schweizerischer germanistischer Literaturwissenschaftler und Thomas-Mann-Forscher
- Wysocka, Lidia (1916–2006), polnische Schauspielerin, Sängerin und Theaterregisseurin
- Wysocka, Stanisława (1877–1941), polnische Schauspielerin
- Wysocki, Charles (1928–2002), US-amerikanischer Maler
- Wysocki, Cordula von (* 1960), deutsche Journalistin
- Wysocki, Ekkehard (* 1962), deutscher Politiker (SPD), MdHB
- Wysocki, Georg von (1890–1973), Pionier der deutschen Schellack-Kultur
- Wysocki, Gerd, deutscher Politologe und Sozialwissenschaftler
- Wysocki, Gisela von (* 1940), deutsche Schriftstellerin und Literaturkritikerin
- Wysocki, Jacob (* 1990), US-amerikanischer Schauspieler und ComedianJacob Wysocki (* 1990)

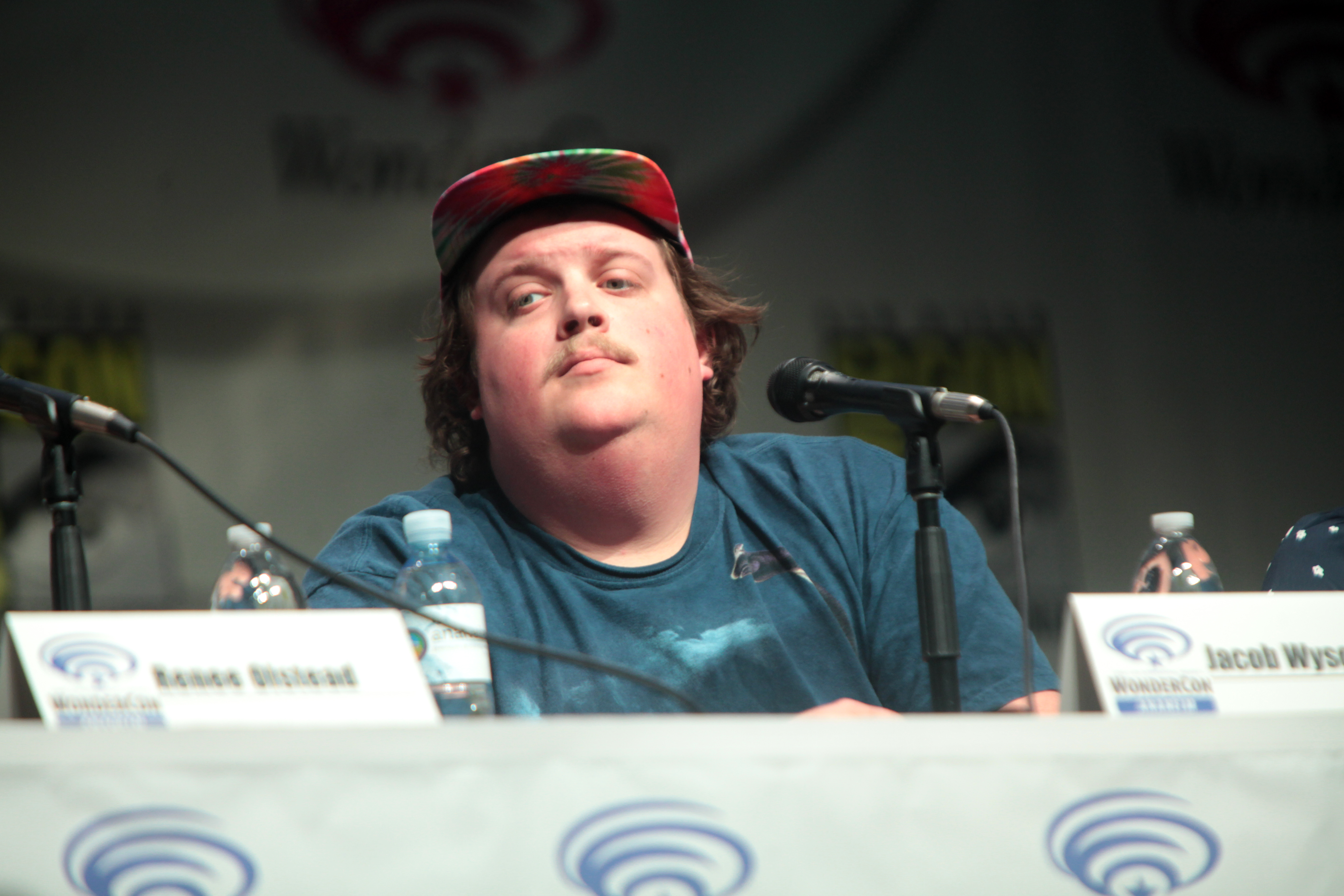
Jacob Wysocki (* 1990)

- Wysocki, Józef (1809–1873), polnischer General
- Wysocki, Józef (* 1940), polnischer Geistlicher, emeritierter Weihbischof in Elbląg
- Wysocki, Kevin (* 1987), deutsch-polnischer Basketballspieler
- Wysocki, Klaus von (1925–2012), deutscher Hochschullehrer und Wirtschaftswissenschaftler
- Wysocki, Konrad (* 1982), deutscher Basketballspieler polnischer Herkunft
- Wysocki, Krzysztof (* 1956), deutsch-polnischer Basketballspieler und -trainer
- Wysocki, Lucian (1899–1964), deutscher Politiker (NSDAP), MdR, SS- und Polizeiführer
- Wysoczańska, Barbara (* 1949), polnische Florettfechterin
- Wysoczanská-Štrosová, Jadwiga (1927–2021), tschechoslowakische Opernsängerin (Sopran)
- Wysoczański, Wiktor (1939–2023), polnischer altkatholischer Bischof
- Wysogórski, Johann (1875–1952), deutscher Geologe und Paläontologe an der Universität Hamburg
- Wysokińska, Anna (* 1987), polnische Handballspielerin
- Wyson, Charles Henry (* 2000), US-amerikanischer Schauspieler
- Wyspiański, Stanisław (1869–1907), polnischer Künstler und Angehöriger der Bewegung „Junges Polen“
- Wyss Flück, Barbara (* 1963), Schweizer Politikerin (Grüne)
- Wyss, Albert (1843–1916), Schweizer Architekt und Bauunternehmer
- Wyss, Albert (1952–2021), Schweizer Fußballspieler
- Wyss, Alfred (1929–2016), Schweizer Kunsthistoriker und Denkmalpfleger
- Wyss, Amanda (* 1960), US-amerikanische SchauspielerinAmanda Wyss (* 1960)

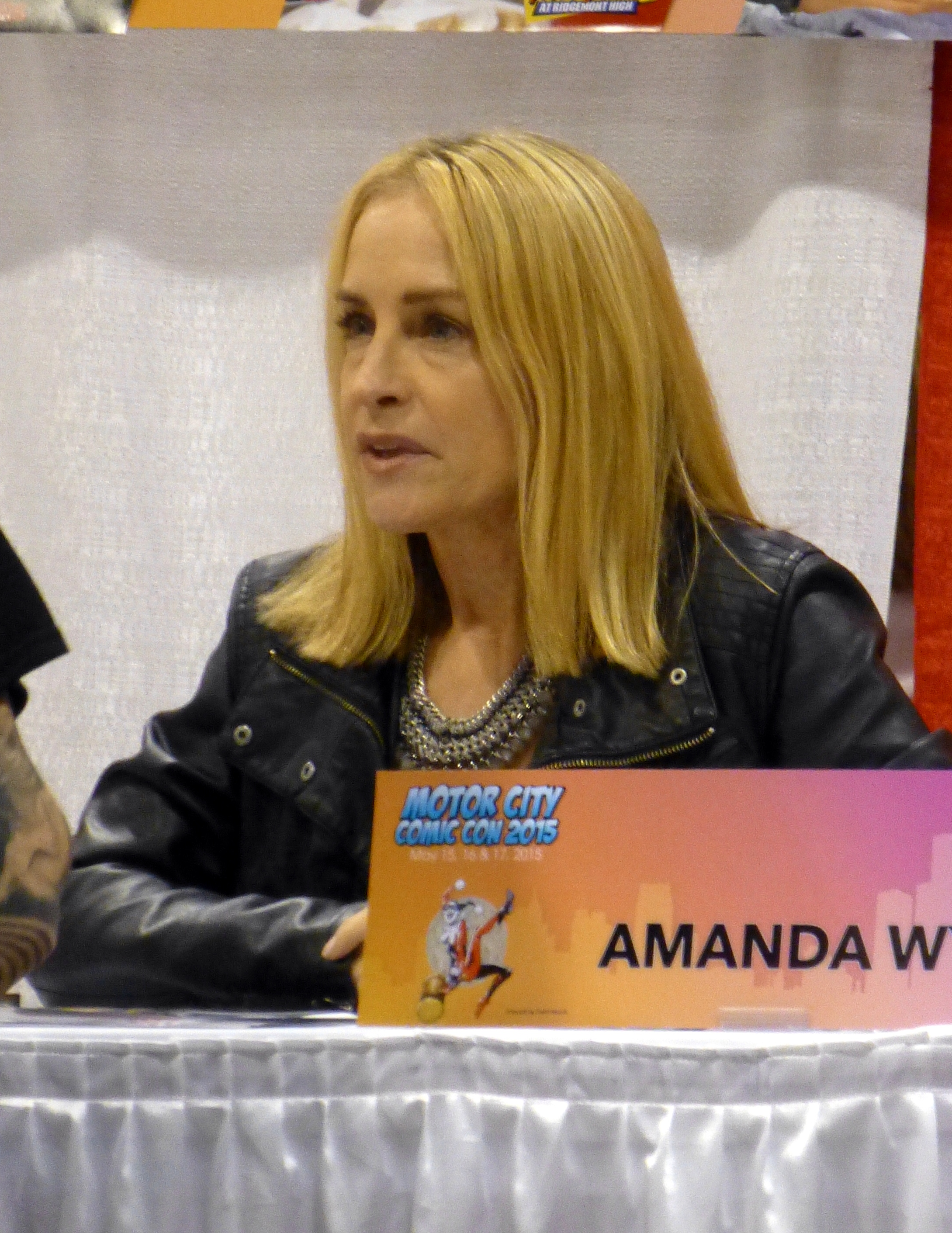
Amanda Wyss (* 1960)

- Wyss, André (1947–2018), Schweizer Romanist
- Wyss, André R. (* 1958), US-amerikanischer Wirbeltier-Paläontologe
- Wyss, Arthur (1852–1900), Archivar in Darmstadt
- Wyss, Beat (* 1947), Schweizer Kunsthistoriker und Kulturwissenschaftler
- Wyss, Bernhard (1833–1890), Schweizer Schriftsteller
- Wyss, Bernhard (1905–1986), Schweizer Klassischer Philologe
- Wyss, Bernhard Karl (1793–1870), Schweizer reformierter Geistlicher und Hochschullehrer
- Wyss, Brigit (* 1960), Schweizer Politikerin (Grüne)
- Wyss, Danilo (* 1985), Schweizer Radrennfahrer
- Wyss, David (1632–1700), Schweizer reformierter Theologe und Hochschullehrer
- Wyss, David von der Ältere (1737–1815), Schweizer Bürgermeister
- Wyss, David von der Jüngere (1763–1839), konservativer Politiker der Schweiz
- Wyss, Denise (* 1965), erste katholische Priesterin der Schweiz
- Wyss, Dieter (1923–1994), deutscher Psychiater, Psychotherapeut und Hochschullehrer
- Wyss, Edmund (1916–2002), Schweizer Politiker (SP)
- Wyss, Ernst (1893–1955), Schweizer Staatsbeamter
- Wyss, Franz Anatol (* 1940), schweizerischer Künstler
- Wyss, Franz Salomon (1796–1849), Schweizer Militärperson
- Wyss, Georg von (1816–1893), Schweizer Politiker und Historiker
- Wyss, Gottfried (1921–2019), Schweizer Politiker und Regierungsrat des Kantons Solothurn
- Wyss, Hans (* 1960), Schweizer Tierarzt und Direktor des Bundesamts für Veterinärwesen der Schweiz
- Wyss, Hansjörg (* 1935), Schweizer Unternehmer und MäzenHansjörg Wyss (* 1935)

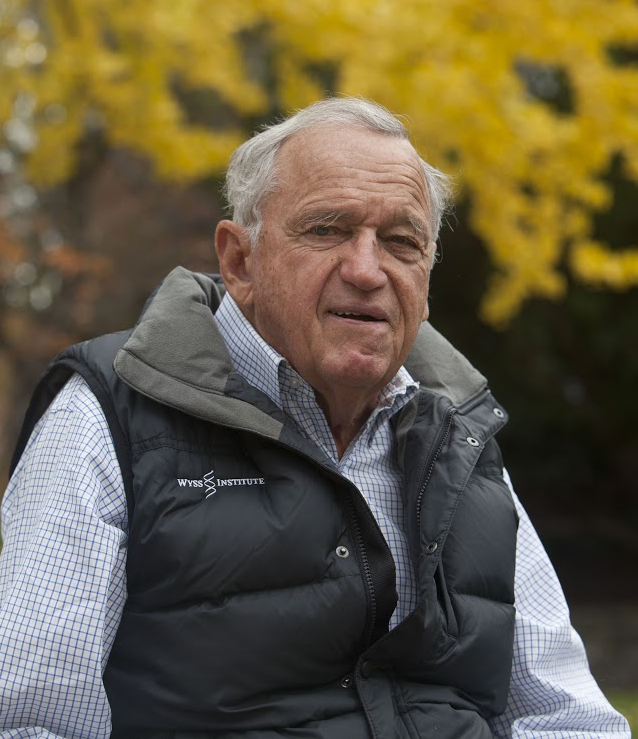
Hansjörg Wyss (* 1935)

- Wyss, Hedi (* 1940), Schweizer Schriftstellerin und Journalistin
- Wyss, Johann David (1743–1818), Schweizer reformierter Pfarrer und Schriftsteller
- Wyss, Johann Emanuel (1782–1837), Schweizer Maler und Zeichner
- Wyss, Johann Rudolf (1763–1845), reformierter Schweizer Landpfarrer und Dichter
- Wyss, Johann Rudolf († 1830), Schweizer Dichter und Professor für Philosophie
- Wyss, Josef (1922–2005), Schweizer Bildhauer, Plastiker, Zeichner und Dichter
- Wyss, Joseph (1868–1956), Schweizer Automobilunternehmer
- Wyss, Karl (1909–1947), Schweizer Moderner Fünfkämpfer
- Wyss, Katharina (* 1979), Schweizer Filmregisseurin
- Wyss, Laure (1913–2002), Schweizer Schriftstellerin, Medienpionierin und Stimme der FrauenbewegungLaure Wyss (1913–2002)

Laure Wyss (1913–2002)

- Wyss, Laurent (* 1977), Schweizer Filmregisseur, Drehbuchautor und Journalist
- Wyss, Marcel (1930–2012), Schweizer Grafikdesigner und Künstler der konstruktiv-konkreten Kunst
- Wyss, Marcel (* 1978), Schweizer Autor, Filmregisseur und Editor
- Wyss, Marcel (* 1986), Schweizer Radrennfahrer
- Wyss, Max Albert (1908–1977), Schweizer Fotograf
- Wyss, Mischa (* 1983), Schweizer Mundart-Chansonnier und Kabarettist
- Wyss, Monika (* 1959), Schweizer katholische Priesterin
- Wyss, Nicole (* 1976), Schweizer Politikerin
- Wyss, Nikolaus (* 1949), Schweizer Ethnologe, Herausgeber und Autor
- Wyss, Otto (1889–1960), Schweizer Rechtsanwalt, Kommunist und Politiker
- Wyss, Paul (1875–1952), Schweizer Künstler
- Wyss, Paul (1897–1984), Schweizer Kunstpädagoge, Maler und Lithograf
- Wyss, Paul (* 1928), Schweizer Politiker (FDP)
- Wyss, Paul Friedrich von (1844–1888), Schweizer Jurist und Rechtswissenschaftler
- Wyss, Peter (1925–2000), Schweizer Radiojournalist
- Wyss, Rebecca (* 1985), Schweizer Journalistin
- Wyss, Renate (* 1985), Schweizer Marathonläuferin
- Wyss, Renato (* 1966), Schweizer Unihockeytrainer
- Wyss, Reto (* 1952), Schweizer Ruderer
- Wyss, Reto (* 1964), Schweizer Autor, Coach, Trainer, Psychotherapeut und Energiepsychologe
- Wyss, Reto (* 1965), Schweizer Politiker (CVP)
- Wyss, Robert (1901–1956), Schweizer Schwimmer
- Wyss, Robert (1925–2004), Schweizer Holzschneider, Illustrator, Zeichner, Grafiker und Kunstmaler
- Wyss, Ruedi (1932–2007), Schweizer Komponist, Dirigent
- Wyss, Salomon von (1769–1827), Schweizer Kaufmann, Jurist und Bankier
- Wyss, Sarah (* 1988), Schweizer Politikerin (SP)Sarah Wyss (* 1988)

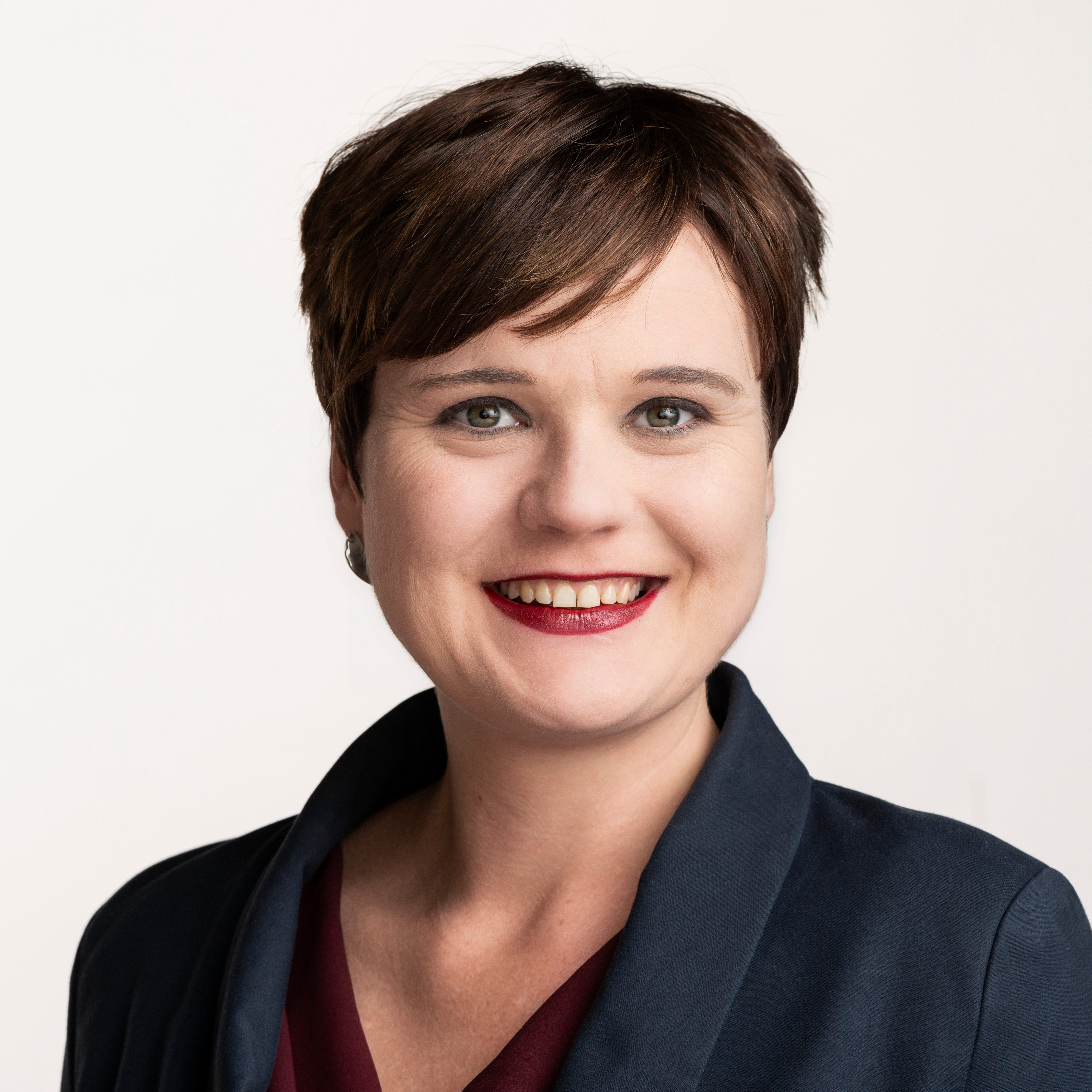
Sarah Wyss (* 1988)

- Wyss, Silvan (* 1993), Schweizer Eishockeyspieler
- Wyss, Sophie von (1874–1951), Schweizer Radiererin und Malerin
- Wyss, Tamara (1950–2016), deutsche Dokumentarfilm-Regisseurin
- Wyss, Thomas (* 1966), Schweizer Fussballspieler
- Wyss, Urs (* 1939), Schweizer Phytopathologe und Entomologe
- Wyss, Ursula (* 1973), Schweizer Politikerin (SP)
- Wyss, Verena (* 1945), schweizerische Schriftstellerin
- Wyss, Vinzenz (* 1965), Schweizer Kommunikationswissenschaftler und Professor für Journalistik an der ZHAW in Winterthur
- Wyss, William (* 1938), Schweizer Politiker (SVP)
- Wyss, Yannis (* 2001), Schweizer Unihockeyspieler
- Wyss-Dunant, Edouard (1897–1983), Schweizer Arzt und Alpinist
- Wyss-Giacosa, Paola von (* 1970), Schweizer Ethnologin
- Wyssenbach, Hans Rudolf, Zürcher Drucker und Verleger
- Wyssenbach, Rudolf, Zürcher Zeichner, Formschneider, Drucker und Verleger
- Wyssling, Paul (1912–1970), Schweizer Fußballschiedsrichter
- Wyssling, Walter (1862–1945), Schweizer Elektroingenieur
- Wyssmann, Amruta (* 1992), Schweizer Parakletterin
- Wyssokowa, Swetlana Jurjewna (* 1972), russische Eisschnellläuferin
- Wyssozki, Igor Jakowlewitsch (1953–2023), sowjetischer Boxer
- Wyssozki, Kusma Demidowitsch (1911–1940), sowjetischer Offizier
- Wyssozki, Wladimir Semjonowitsch (1938–1980), sowjetischer Schauspieler, Dichter und SängerWladimir Semjonowitsch Wyssozki (1938–1980)

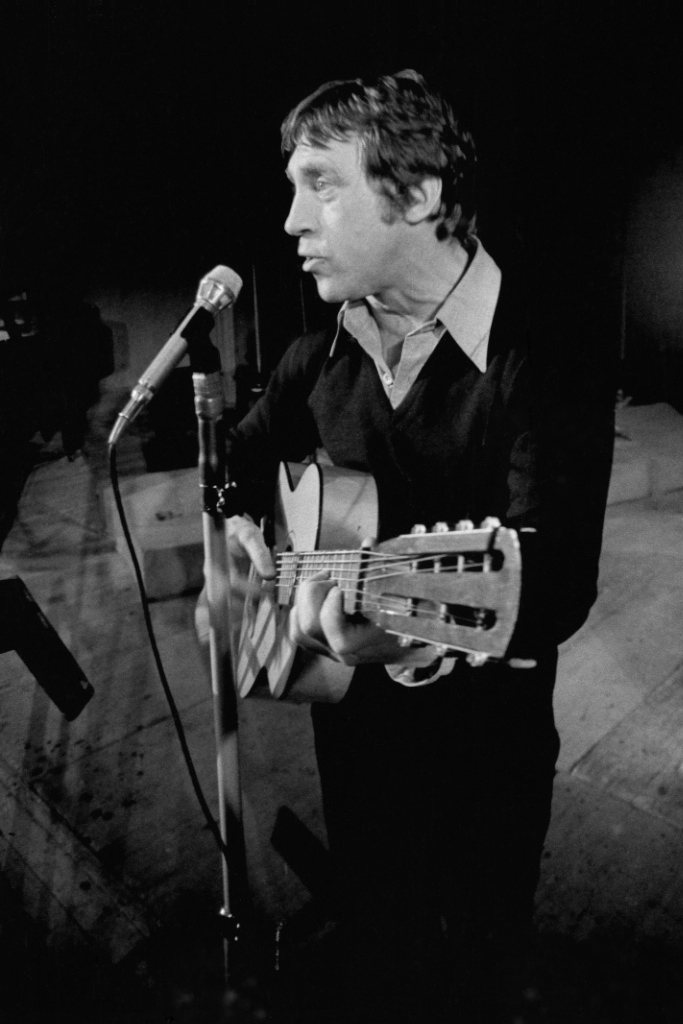
Wladimir Semjonowitsch Wyssozki (1938–1980)

- Wyssozki, Wladimir Sergejewitsch (1954–2021), russischer Admiral und Oberkommandierender der Russischen Marine
- Wystup, Uwe (* 1967), deutscher Wirtschaftsmathematiker
- Wyszkoni, Anna (* 1980), polnische Sängerin
- Wyszkop, Katia, französische Szenenbildnerin
- Wyszomirski, Piotr (* 1988), polnischer Handballtorwart
- Wyszomirski, Reiner (1933–2016), deutscher Philatelist
- Wyszomirski, Wladislaus Johann Willibald Alfred (1846–1919), deutscher Reichsgerichtsrat
- Wyszyński, Stefan (1901–1981), polnischer römisch-katholischer Geistlicher; Erzbischof von Gnesen und Warschau; KardinalStefan Wyszyński (1901–1981)

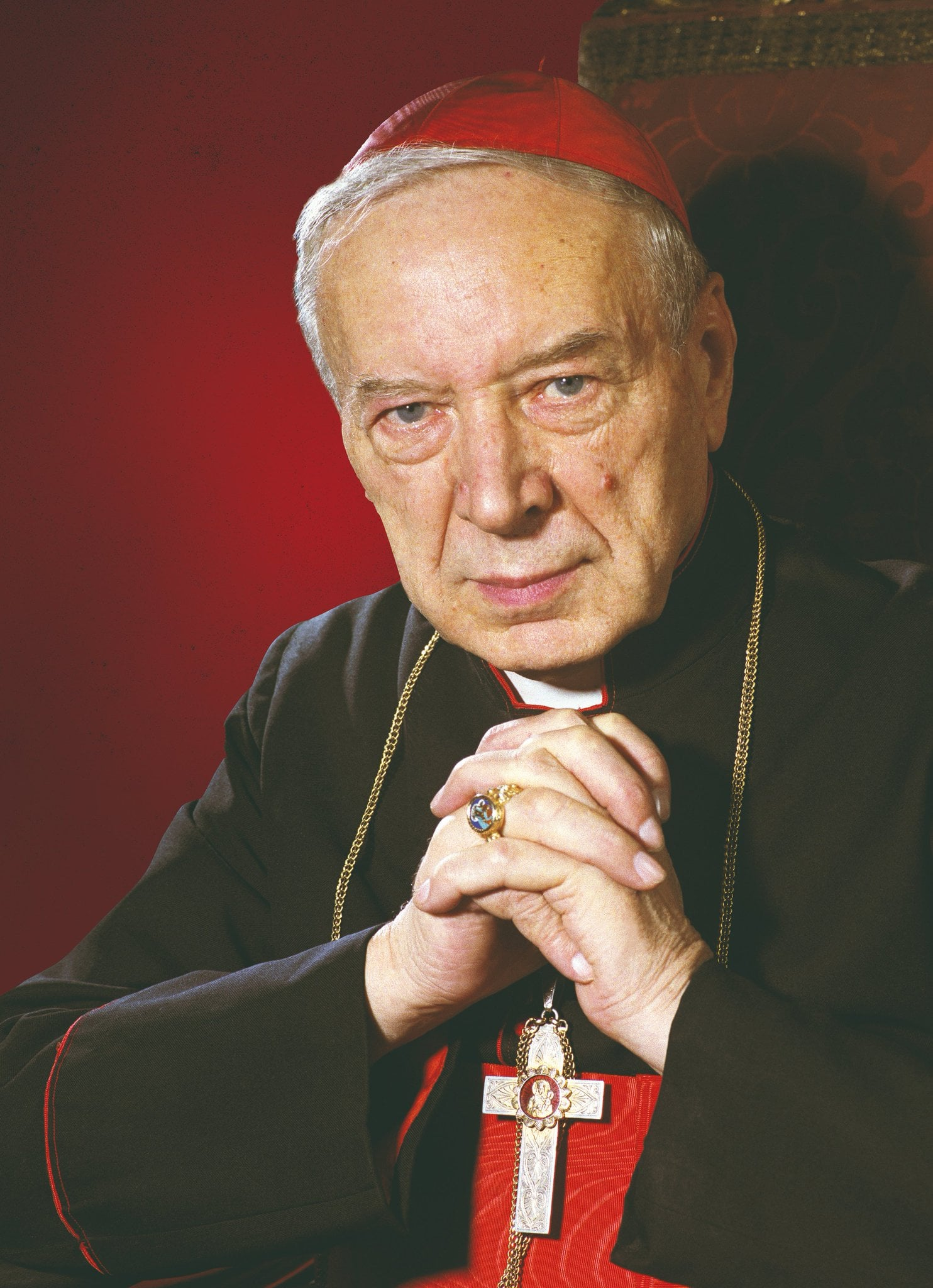
Stefan Wyszyński (1901–1981)

### Wyt
- Wytfliet, Cornelius van, flämischer Kartograf
- Wythe, George (1726–1806), US-amerikanischer Politiker und Jurist
- Wytinck von Wesel, Johannes († 1472), Arzt und Astrologe
- Wytinck, Niels (* 1991), belgischer Straßenradrennfahrer
- Wytmans, Mattheus (1650–1689), niederländischer Porträtmaler
- Wytsman, Juliette (1866–1925), belgische Malerin
- Wytsman, Philogène Auguste Galilée (1866–1925), belgischer Entomologe und Ornithologe
- Wytsman, Rodolphe (1860–1927), belgischer Maler
- Wyttenbach, Daniel (1746–1820), Schweizer Philologe
- Wyttenbach, Daniel Jeanne (1773–1830), deutsche Schriftstellerin
- Wyttenbach, David Samuel Daniel (1706–1779), Schweizer reformierter Theologe
- Wyttenbach, Friedrich Anton (1812–1845), deutscher Genre- und Tiermaler
- Wyttenbach, Jakob Samuel (1748–1830), Schweizer reformierter Geistlicher und Naturforscher
- Wyttenbach, Johann Hugo (1767–1848), deutscher Pädagoge, Historiker und Bibliothekar
- Wyttenbach, Jürg (1935–2021), Schweizer Komponist, Musiker und Dirigent
- Wyttenbach, Max (1921–2015), Schweizer Theologe und Pfarrer
- Wyttenbach, Thomas († 1526), römisch-katholischer Theologe und Reformator der Stadt Biel
- Wytwyzkyj, Stepan (1884–1965), ukrainischer Politiker und Exilpolitiker

### Wyv
- Wyvill, John de († 1263), englischer Richter
- Wyvill, Marmaduke (1814–1896), englischer Aristokrat, Politiker, Mitglied des House of Commons und Schachmeister

### Wyw
- Wywerka, Albert (1894–1945), polnischer Kameramann

### Wyz
- Wyzewa, Teodor de (1862–1917), polnischer Schriftsteller, Kritiker und Übersetzer
- Wyzner, Eugeniusz (* 1931), polnischer Diplomat
- Wyzner, Franz (* 1931), österreichischer Opernsänger (Bariton/Bass) und Theaterschauspieler
- Wyzniewski, Arno (1938–1997), deutscher Schauspieler
- Wyżykowski, Jan (1917–1974), polnischer Geologe und Bergbauingenieur